# Lockheed C-130

Lockheed C-130 Hercules

Die Lockheed C-130 Hercules des US-amerikanischen Herstellers Lockheed Corporation ist ein militärisches Transportflugzeug mit vier Turboprop-Triebwerken. Mit seinen Weiterentwicklungen ist der Schulterdecker nach mehr als 60 Jahren in Produktion eines der am längsten gebauten Flugzeuge der Welt. Die zivile Variante des Flugzeugs wird als Lockheed L-100 Hercules bezeichnet. Sie ist zudem das größte Flugzeug, welches je auf einem Flugzeugträger gelandet und wieder gestartet ist (1963 auf der Forrestal).

## Geschichte

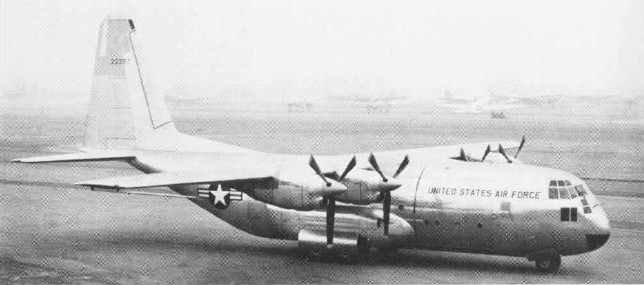
Der YC-130A-Prototyp mit der „römischen Nase“, 1954

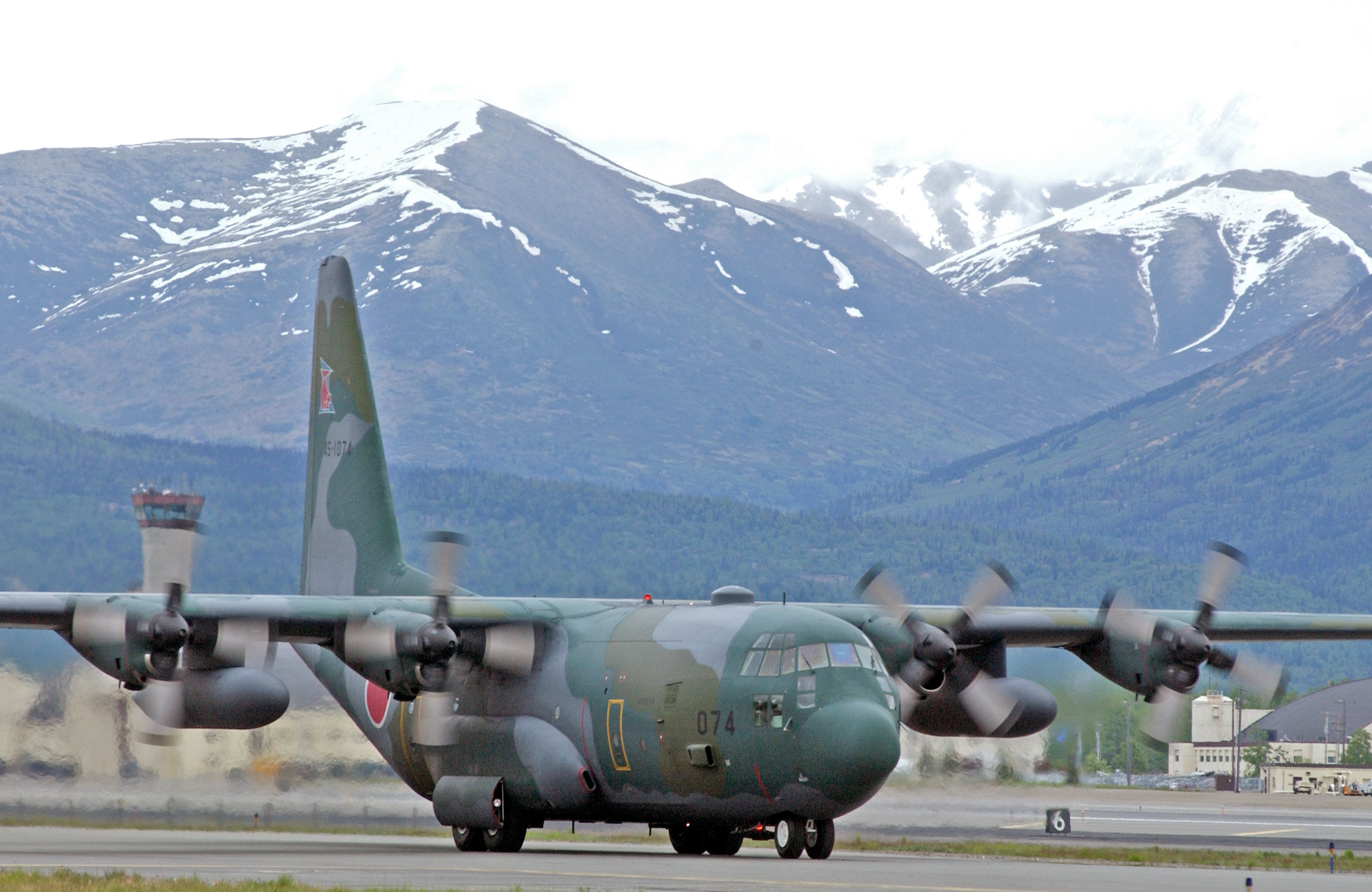
C-130 Hercules der japanischen Luftwaffe

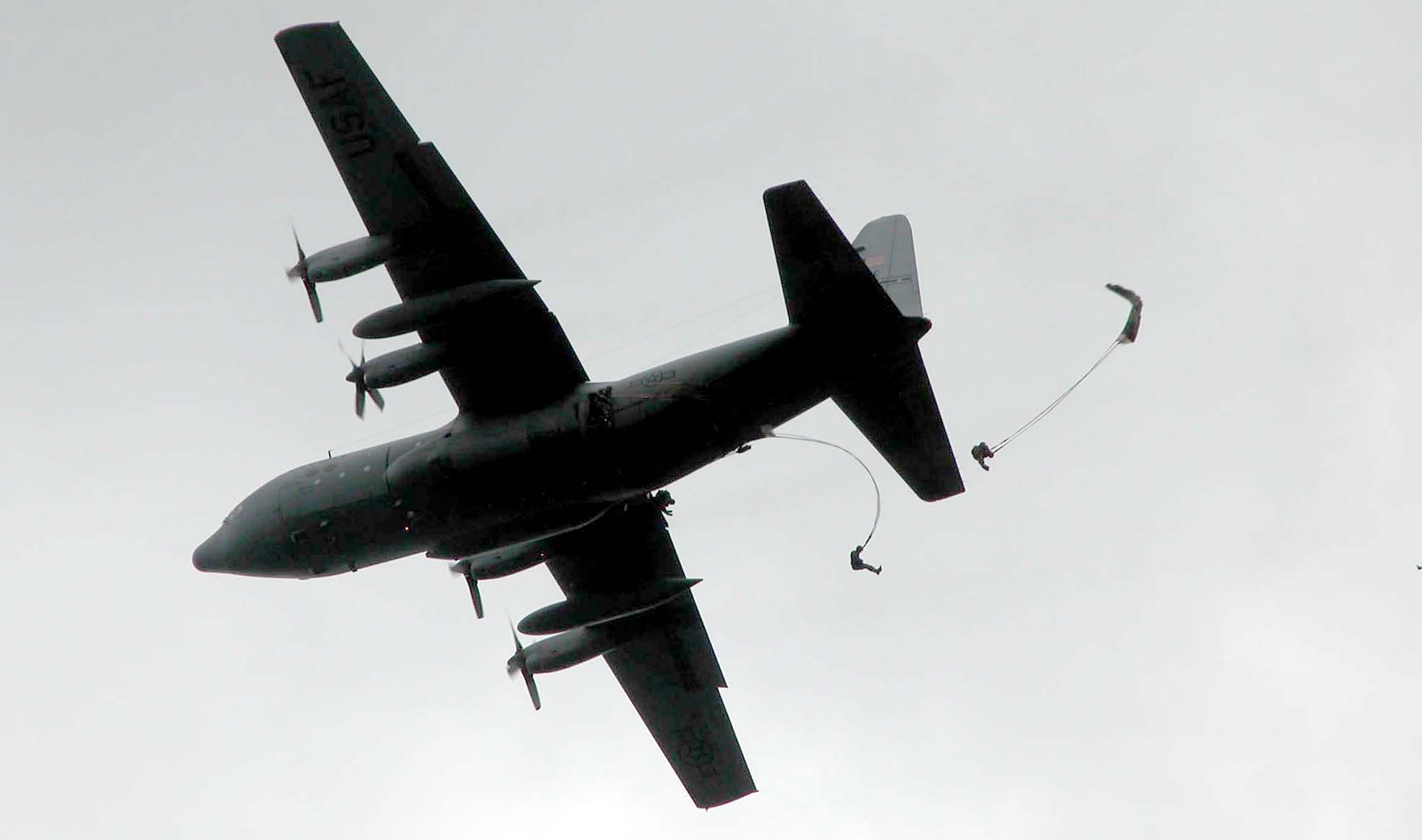
C-130 Hercules setzt Fallschirmspringer ab

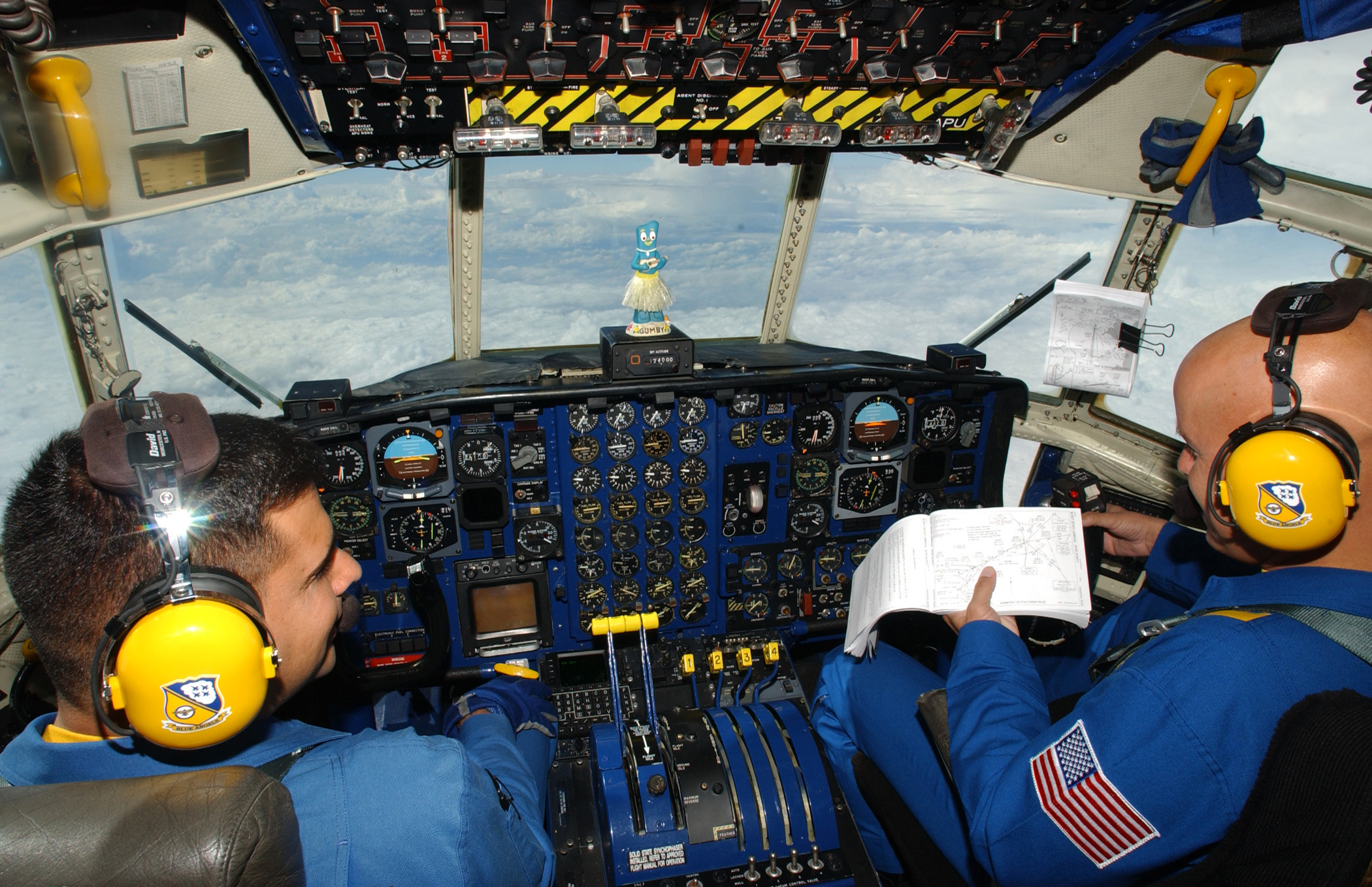
Blick ins Cockpit einer C-130T Hercules

Die Entwicklung der C-130 begann zur Zeit des Koreakriegs im Februar des Jahres 1951 mit einer Ausschreibung der US Air Force für ein neues mittelschweres Transportflugzeug, an dem sich auch Boeing, Douglas und Fairchild beteiligten. Das Flugzeug sollte in der Lage sein, entweder 11,5 Tonnen Last, 92 Infanteristen oder 64 vollausgerüstete Fallschirmjäger zu transportieren. Die Maschine sollte unbefestigte Pisten benutzen können. Die USAF stellte sich eine fliegende Mischung aus Jeep und Lastwagen vor, welche Logistikaufgaben an jedem Ort des Globus meistern sollte.
Bereits am 11. Juli 1951 erhielt Lockheed den Zuschlag für den anfangs „L-206“, später „Model 82“ genannten und von Willis Hawkins und Art Flock entworfenen Projektvorschlag. Die Entwicklung fand in Burbank, Kalifornien statt und noch vor deren Ende erteilte die Air Force die ersten Serienaufträge.
Am 23. August 1954 starteten die Piloten Stan Beltz und Ray Wimmer mit dem ersten der beiden Prototypen YC-130 (Luftfahrzeugkennzeichen 53-3396) in Burbank zum Jungfernflug. Zur gleichen Zeit schloss Lockheed die Pläne für die Großserienproduktion auf dem Werksgelände Nr. 6 in Marietta/Georgia ab.
Die beiden Prototypen bestätigten und übertrafen die geforderten Flugleistungen. Die erste Serienmaschine C-130A (Kennzeichen 53-3129) flog am 7. April 1955 zum ersten Mal und nach der Behebung von Schwierigkeiten mit dem Dreiblattpropeller wurden im Dezember 1956 die ersten Maschinen an das 463. Truppentransportgeschwader in Ardmore, Oklahoma ausgeliefert. Das erste Auslieferungslos bestand aus 219 Maschinen des Typs C-130A Hercules, die auf vier Einheiten verteilt wurden. Gegenüber dem Prototyp wurden Heck und Heckflosse neu gestaltet. Das APS-42-Radar wurde durch das APS-59 ersetzt. Zu Beginn hatte auch die Hercules noch Probleme mit den Triebwerken und der Druckkabine, die jedoch bei den B-Varianten beseitigt waren.
Seitdem wurden mehr als 40 Versionen entwickelt, die in rund 70 Staaten im Einsatz sind. Die C-130 ist mit über 2500 Maschinen eines der meistgebauten Transportflugzeuge der Welt. Das Flugzeug erwies sich als ein sehr gut geeigneter Militärtransporter, da bei seiner Konstruktion ein niedrig liegender Laderaum in Rampenhöhe, ein weich gefedertes Fahrwerk für unbefestigte Pisten, ein Druckausgleich für den gesamten Innenraum, Integraltanks über die gesamte Flügelspannweite für Langstreckenflüge, sehr gute Übersicht vom Cockpit aus und Turboprop-Triebwerke miteinander kombiniert wurden. Unter den Flugleistungen bestachen besonders die Geschwindigkeit und Wendigkeit. Das Flugzeug hat STOL-Eigenschaften und kann so auf kurzen Pisten operieren. Aufgrund seiner Eigenschaften überlebte das Flugzeug eine Reihe seiner geplanten Nachfolger (siehe Advanced Medium STOL Transport). Nach über 60 Jahren wird die Hercules weiterhin produziert, nun in der modernisierten Version C-130J, und eine Nachfolgerin ist nicht in Sicht. Am 11. Dezember 2015 wurde das 2500. Flugzeug an die 71. Rettungsstaffel der U.S. Air Force ausgeliefert.

## Technik
Die C-130 wies keine unerprobten oder radikal veränderten Baugruppen auf, sondern verband alle bis dahin bereits angewandten Neuheiten. Sie ist dank robustem Fahrwerk dafür ausgelegt, auch auf unvorbereiteten Flächen wie Sandstränden oder Graspisten zu landen. Zur Beladung erhielt sie am Heck eine hydraulisch absenkbare Rampenauffahrt mit einem Lukenpaar, das sich auch während des Fluges bis zu einer Geschwindigkeit von 463 km/h hydraulisch öffnen lässt. Die untere Luke wird als Auffahrt benutzt. Hinter der Rampe beginnt der 12,31 Meter lange Laderaum mit einer Breite von 3,12 Metern und einer Höhe von 2,74 Metern. Das erlaubt es der C-130, auch leichte Schützenpanzer, Lastwagen, Geschütze, Boote, Geländefahrzeuge etc. im Stück zu transportieren. Für Truppentransporte ist die Hercules für 92 Soldaten ausgelegt. Der Boden besteht aus großen selbsttragenden Blechprofilen einer Aluminiumlegierung, die bei geringer Masse eine hohe Tragfähigkeit aufweist. Die A-/B- und D-Varianten hatten auf der linken Seite noch eine Frachtluke, die bei späteren Versionen weggelassen wurde, da sie nur am Boden geöffnet werden konnte und keinen Nutzwert brachte.
Der Frachtraum und das Cockpit sind als Druckkabine ausgelegt, so dass auch in großen Höhen von durchschnittlich 9000 m geflogen werden kann. Am Boden können Rollen montiert werden, um auch Standard-Frachtcontainer rasch ein und ausladen zu können. Des Weiteren können mittels Frachtpaletten ganze Boote und Fahrzeuge mit Fallschirmen aus großen Höhen abgeworfen werden. Leichte Panzer wie der M551 Sheridan können mit Bremsschirmen aus dem Tiefflug abgeworfen werden.
Eine weitere Besonderheit waren die Triebwerke. Gerade noch rechtzeitig hatte die Firma Allison – ein Tochterunternehmen von General Motors – das einwellige Turboprop-Triebwerk T56 mit 2798 kW (3750 PS) fertiggestellt. Im Vergleich zu den bisherigen Triebwerken war es winzig und füllte nur einen kleinen Teil der Motorgondel aus. Der größte Teil der Gondel wurde vom Getriebe und der Antriebswelle eingenommen. Zunächst übertrug das Triebwerk seine Kraft auf dreiblättrige Turboelectric-Propeller von Curtiss-Wright. Wenig später kamen Aeroproducts-Propeller mit je vier Blättern zum Einsatz. Die Integraltanks zwischen den Tragflächenrippen fassten insgesamt 19.876 Liter Kraftstoff. Außerdem konnten zwei Außentanks mit einem Fassungsvermögen von je ca. 5000 Litern an Pylonen unter den Flügeln montiert werden. Als Starthilfe ließen sich am Rumpf acht Raketen mit jeweils rund 4,5 kN Schub montieren.
Das geräumige Cockpit zeichnete sich durch eine ausgezeichnete Rundumsicht aus. Gegenüber Transportflugzeugen mit Kolbentriebwerken fielen der niedrigere Lärmpegel und die Vibrationsdämpfung im Cockpit positiv auf. Im als Druckkabine ausgelegten Frachtraum muss dagegen wegen des hohen Lärmpegels Gehörschutz getragen werden. Bei den Varianten A bis H wird noch eine Besatzung von sechs Mann benötigt, bei der J-Variante noch drei. Damit die große transatlantische Reichweite ausgenutzt werden kann, sind für die Besatzungsmitglieder im Cockpit zwei Ruhekojen, eine Bordküche und ein Urinal vorhanden. Im Frachtraum sind noch zwei weitere Urinale, ein WC sowie Klappstühle vorhanden. Zur Reichweitensteigerung wurden einige Varianten mit Luftbetankungsvorrichtungen ausgerüstet.

## Aufgaben

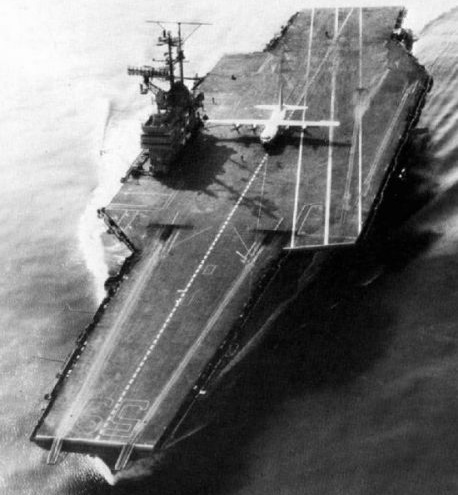
Versuche mit einer C-130 auf dem Flugdeck der USS Forrestal (1963)

Beim Personentransport können entweder 92 Infanteristen oder 64 vollausgerüstete Fallschirmjäger befördert werden. Bei MedEvac-Aufgaben sind bis zu 74 Patienten auf Tragen und zwei medizinische Begleiter vorgesehen. Bei der C-130H-30 sind bis zu 128 Infanteristen, 92 Fallschirmjäger oder 97 Patienten mit vier Sanitätern möglich. Im Vietnamkrieg waren am 29. April 1975 bei der Evakuierung von Saigon einmal 452 Personen an Bord einer C-130A, die es mit 9100 kg Überladung bis in das dreieinhalb Stunden entfernt liegende thailändische Utapao schaffte. Dabei fanden 32 Personen im Cockpit Platz, und auf den Copiloten wurde verzichtet.
Neben der ursprünglichen militärischen Transportflugzeugversion C-130 gibt es die KC-130 zur Luftbetankung, die HC-130 für Such- und Rettungseinsätze sowie zur Helikopter-Luftbetankung und die EC-130, ein Umbau zur elektronischen Aufklärung. Die AC-130-Varianten sind mit seitlich feuernden Rohrwaffen zur Gefechtsfeldabriegelung ausgerüstet. Die DC-130A werden zum Transport und Start von vier Zieldarstellungsdrohnen Ryan BQM-34A „Firebee“ verwendet. Für Einsätze in der Arktis wurden LC-130A/D/F/T/J mit je einem überdimensionierten Ski am Fahrwerk ausgerüstet. Für Fotoaufklärung und Kartografierung wurden RC-130A mit Fotokameras ausgerüstet. Die RC-130S ist zur Gefechtsfeldbeleuchtung bei Nacht mit einem Zusatzbehälter ausgerüstet, der einen Suchscheinwerfer aus 28 Lampen fasst. Etliche Frachtervarianten wurden seitlich mit zusätzlichen Fenstern in der Fallschirmspringertür ausgestattet, um die Maschinen so als Seeaufklärer nutzen zu können. Zur Bergung von Satelliten im Meer, dem Absetzen von Rettungsfallschirmspringern und zum Bergen abgeschossener Flugzeugbesatzungen wurden die MC-130E/N/P/J mit Bodenfolgeradar in einer geänderten Nase, Infrarotsichtgerät und Fulton-Recovery-System umgerüstet. Die MC-130 ist ebenfalls mit Luftbetankungsbehältern zur Hubschrauber-Luftbetankung ausgerüstet. Von der Hercules wurde mit der L-100 auch eine zivile Frachtversion abgeleitet. Sie dient mit modularen Sprüheinrüstsätzen unter anderem als Löschflugzeug und als fliegende Ambulanz. Diese Flugzeuge werden auch zur Versorgung der Forschungsstationen in der Antarktis genutzt.
Am 30. Oktober 1963 schrieb eine KC-130 Geschichte. Sie war das schwerste Flugzeug, das jemals auf einem Flugzeugträger landete. Mit den Versuchen auf der USS Forrestal sollte geklärt werden, ob sich die C-130 als Transportflugzeug mit hoher Frachtkapazität und Reichweite zur Versorgung von Flugzeugträgern eignete. Obwohl die Erprobung auf der Forrestal erfolgreich verlief, entschied sich die US Navy später, das kleinere Transportflugzeug Grumman C-2 Greyhound für den Trägereinsatz in Auftrag zu geben, da die Operationen mit der C-130 als zu riskant eingeschätzt wurden.
Die Hercules (WC-130B/E/H/J-Serie) wird darüber hinaus aufgrund ihrer äußerst stabilen Flugeigenschaften von der Fliegerstaffel der Hurricane Hunters eingesetzt. Sie fliegen direkt in das Auge der Hurrikane und nehmen dort Messungen vor. Dies soll der Wissenschaft helfen, Entstehung und Verlauf solcher Wettererscheinungen zu verstehen und Frühwarnsysteme zu optimieren.
Die Version EC-130J soll mittelfristig die Aufgabe der Boeing E-6 als Gefechtsleitplattform übernehmen.

## Varianten

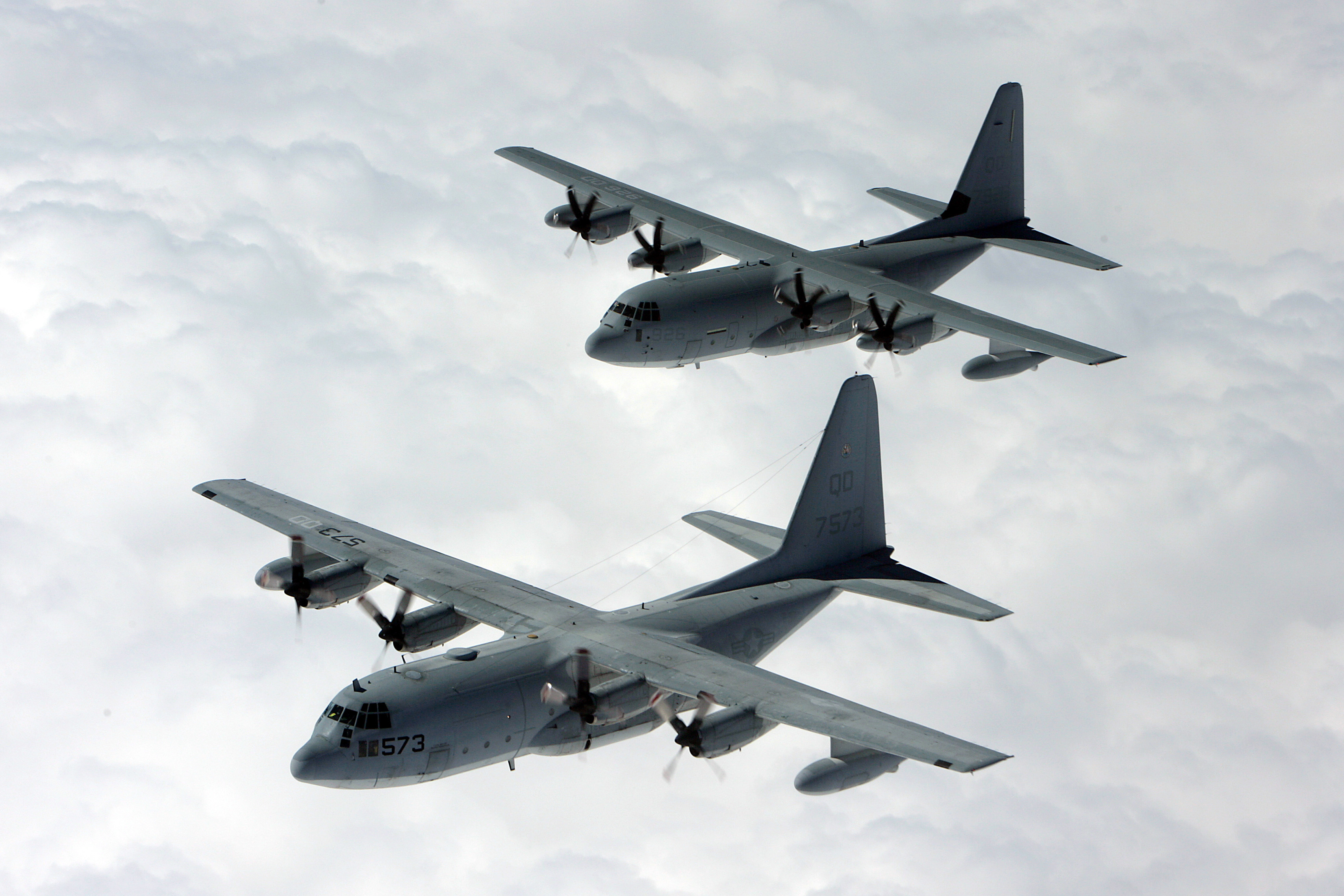
Zwei KC-130 des U.S. Marine Corps

Auf dem Gelände der Lockheed-Georgia Company in Marietta begann der Serienbau mit wöchentlich zwei Maschinen. Die australische Luftwaffe bekam zwölf Maschinen, die erst in den späten 1970er-Jahren durch eine neue Version der C-130 abgelöst wurden. Eine große Anzahl der C-130A wurden entweder umgebaut oder gleich für neue Aufgaben speziell angefertigt. Eine der ersten Varianten war die RC-130A für den luftkartographischen Dienst der US-Luftwaffe. Von den 16 Maschinen dieses Typs erhielten einige nach einem weiteren Umbau, der unter anderem Suchscheinwerfer vorsah, die Bezeichnung RC-130S. Die GC-130A erhielt vier Unterflügelpylone, von denen Raketen oder Drohnen abgefeuert werden konnten. Die Überwachungs- und Steuerungssysteme befanden sich an Bord der Maschine. Die US Navy erhielt zwei Flugzeuge dieses Typs. Dort bekamen sie die Bezeichnung DC-130A. Elf Maschinen erhielten die Bezeichnung JC-130A. Diese fanden ihren Einsatz als Funkleitstelle für Lenkraketen und Weltraumflüge. 1957 wurde eine C-130A mit einziehbaren Kufen erfolgreich getestet. Darauf folgte die Produktion von zwölf C-130D Arctic für die Versorgung und Unterstützung der Radarstationen des Frühwarnsystems in den arktischen Zonen. Als letzter Umbau der A-Serie entstand 1967 die AC-130A, ein Kampfflugzeug mit vier 20-mm-M61-Gatling-Geschützen und vier 7,62-mm-GAU-2/A-Miniguns, Nachtsichtausrüstung und Navigationshilfen. Nach einer Testphase wurden sie 1968 in Vietnam eingesetzt.
Einige der HC-130H hatten eine Vorrichtung zur Aufnahme von Lasten während des Fluges.
Es konnten Lasten und Personen bis zu 227 kg aufgenommen werden. Hierfür wurde an der Nutzlast ein 7,32 m × 1,83 m großer Heliumballon angebracht und in 152 m Höhe steigen gelassen. Das Flugzeug nahm die Last bei einer Fluggeschwindigkeit von 220 bis 260 km/h auf. Der Ballon wurde mit einer Fangvorrichtung an der Nase eingefangen. Die Last wurde über die Heckrampe aufgenommen, siehe Fulton System. In dem James-Bond-Film Feuerball und der Batmanverfilmung The Dark Knight ist diese Last(Personen-)aufnahmetechnik zu sehen. In Feuerball wird allerdings keine C-130, sondern eine Boeing B-17 verwendet.
In den 1960er- und 70er-Jahren wurden Projektstudien zu einer Amphibiumvariante erstellt. Es war vorgesehen, an eine Standardzelle lediglich vier Baugruppen anzufügen, um die Hercules für den Wasserbetrieb tauglich zu machen. Dazu gehörten ein an den normalen Druckrumpf angeschlossener GFK-Bootsrumpf, ein ausfahrbarer Hydro-Ski sowie Stützschwimmer an den Außenflügeln.

### Einsatzzwecke der Typenvarianten
| Mission                                            | Muster |
| -------------------------------------------------- | --- |
| Taktischer Lufttransport                           | C-130A, C-130B, C-130E, C-130H, C-130J / C-130J-30                                                                     |
| Luftbetankung                                      | KC-130B, KC-130F, KC-130H, HC-130H(N), HC-130N, HC-130P, KC-130R, KC-130T, KC-130J, Hercules C1K                       |
| Kommandozentrale                                   | EC-130E (ABCCC) Commando Solo, EC-130G, EC-130Q                                                                        |
| Seeaufklärer                                       | C-130H-NP, PC-130H |
| Spezialeinsätze                                    | MC-130E Combat Talon I, MC-130H Combat Talon II, MC-130P Combat Shadow, MC-130W Combat Spear, MC-130J Combat Shadow II |
| Such- und Rettung (SAR)                            | SC-130B, HC-130B, HC-130E, HA-130H, HC-130H(N), HC-130N, HC-130P, HC-130J                                              |
| VIP-Transport                                      | VC-130B, VC-130H |
| Aufklärer                                          | RC-130A, RC-130B |
| Fliegendes Krankenhaus                             | C-130E (AEH) |
| Arktis-/Antarktisversorgung                        | C-130BL, C-130D, LC-130F, C-130D, LC-130H, LC-130R, LC-130J                                                            |
| Gefechtsfeldabriegelung / Schlachtflugzeug         | AC-130A, AC-130E, AC-130H, AC-130U, AC-130W, AC-130J                                                                   |
| Drohnenkontrolle                                   | GC-130A, DC-130A, DC-130E, DC-130H                                                                                     |
| Elektronische Kampfführung                         | EC-130E(CL), EC-130 (RR), EC-130H Compass Call, EC-130J                                                                |
| Raumfahrt/Raketen-Unterstützungsmission Laserwaffe | JC-130A, JC-130B, NC-130H                                                                                              |
| Test                                               | NC-130A, NC-130B, JC-130E, NC-130E, JC-130H, RC-130S                                                                   |
| Wettererforschung                                  | WC-130B, WC-130E, WC-130H, WC-130J, Hercules W2                                                                        |

### Basisvarianten

#### YC-130 (Model L-082)
Die beiden Prototypen waren die einzigen in Burbank gebauten. Sie hatten keine äußeren Zusatztanks und wurden durch Triebwerke des Typs Allison T56-A-1 mit Dreiblattpropellern angetrieben.

#### C-130A/D (Model L-182)
Die C-130A war als Basisvariante mit Triebwerken des Typs T56-A-1A oder T56-A-9 ausgestattet. Die ersten 27 Maschinen hatten noch ein kleineres Radom mit einer flacheren, als römische Nase (roman nose) bezeichneten Verkleidung. Später wurde das größere Radom nachgerüstet. Ab 1978 wurden Vierblattpropeller verwendet.

#### C-130B/F (Model L-282)

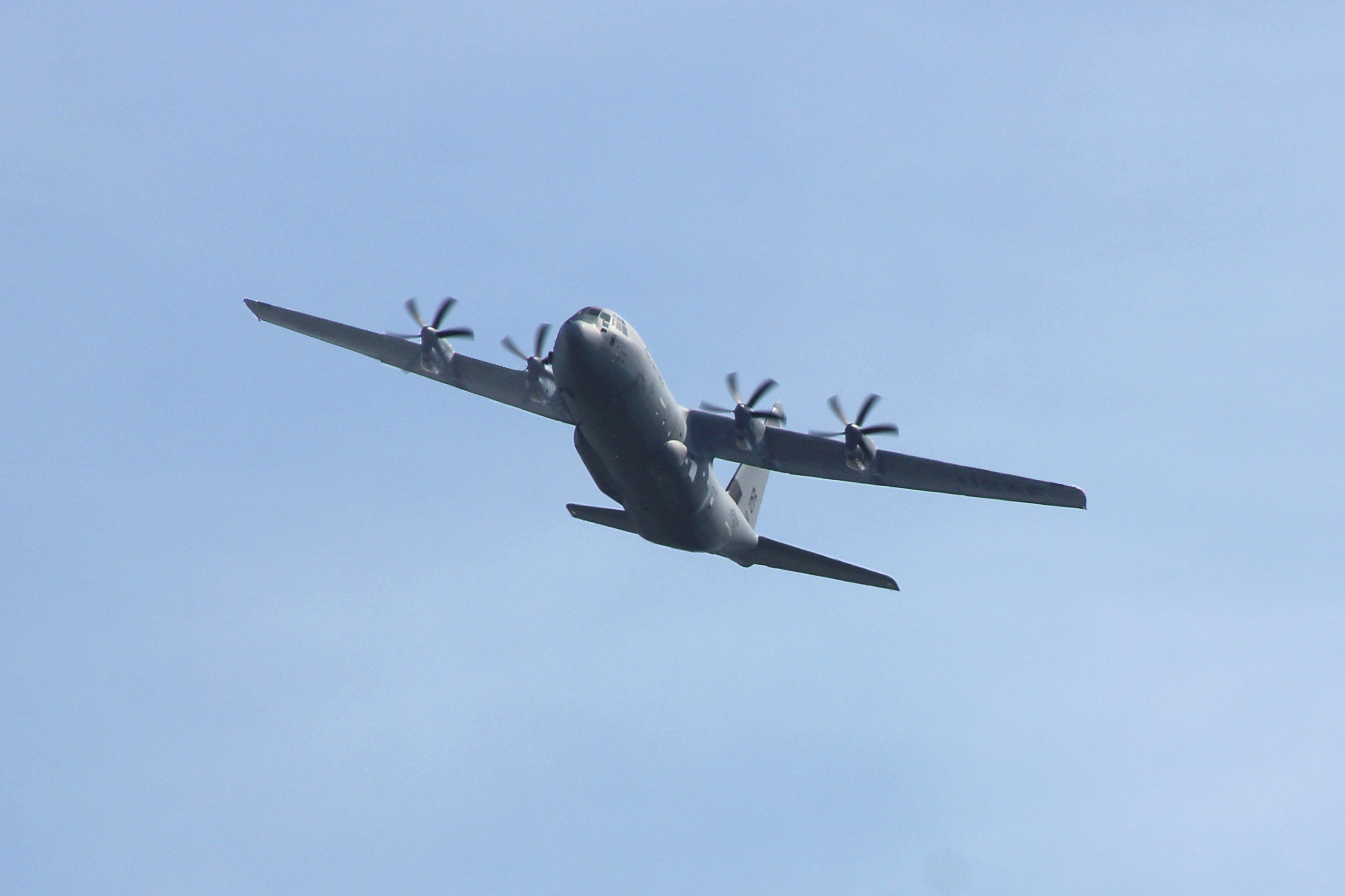
C-130E

Die C-130B war für größere Reichweite mit zusätzlichen Treibstofftanks im Flügelkasten ausgerüstet, weshalb sie auf die Zusatztanks verzichtete. Als Turboprop-Triebwerk wurde das stärkere T56-A-7 mit dem Hamilton-Standard-Vierblattpropeller verwendet.

#### C-130E (Model L-282-4B)
Die bereits 1961 ausgelieferte C-130E war strukturell verstärkt worden, um 8 Tonnen mehr Treibstoff und 10 Tonnen mehr Fracht über den Ozean transportieren zu können. Hierzu wurden auch die leistungsstärkeren T56-A-7A-Triebwerke verwendet. Weiter wurden wieder die externen Treibstofftanks montiert.

#### C-130H (Model L-382C/T)

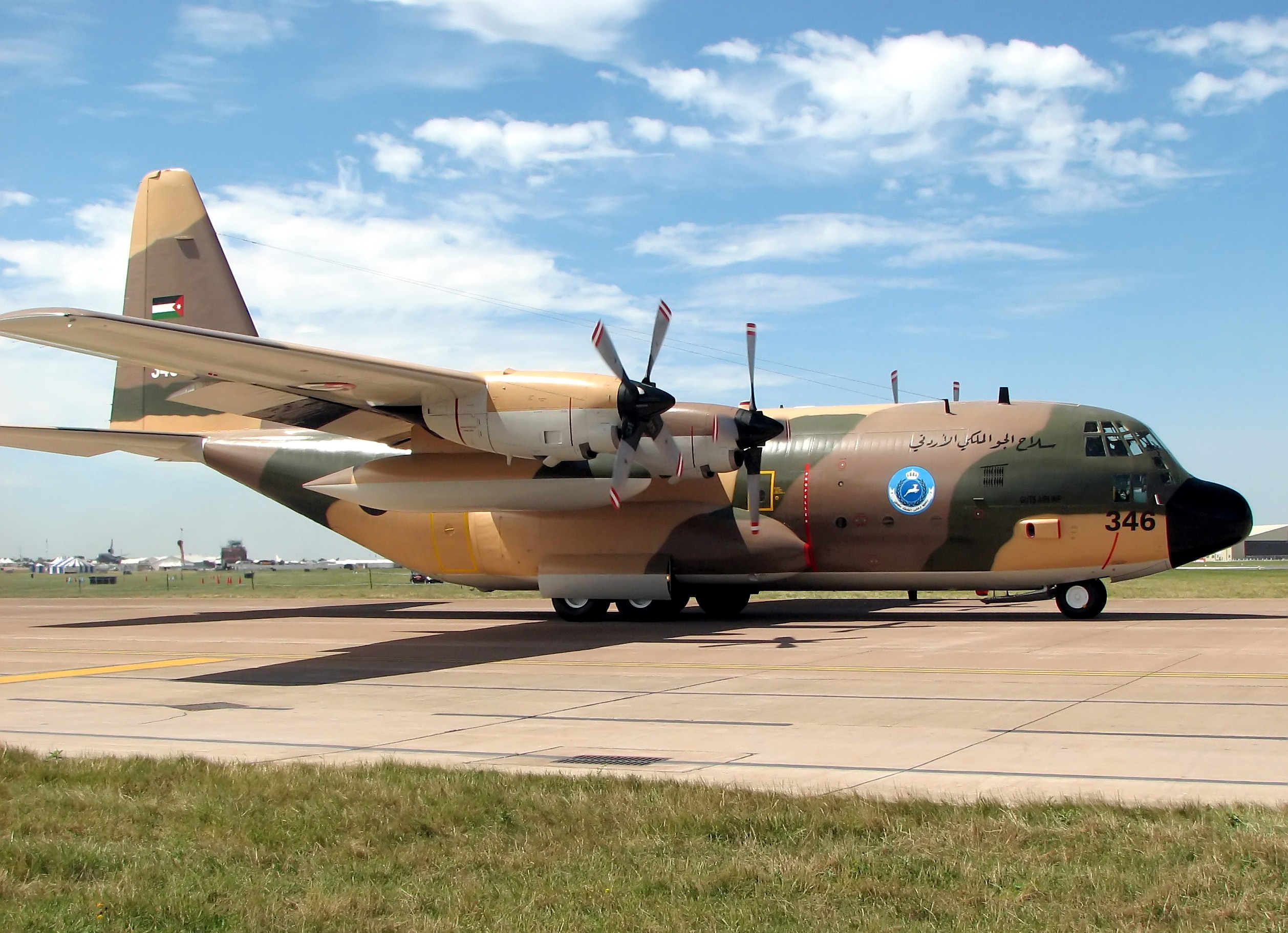
C-130H der Royal Jordanian Air Force

Die C-130H war eine Weiterentwicklung der C-130E und dient zum Teil noch heute bei der Air National Guard und der Air Force Reserve. Ihr Erstflug fand am 19. November 1964 statt. Diese zuerst nach Neuseeland ausgelieferte Version der C-130 wurde zu einem großen Exporterfolg. Die abgebildete Maschine im seit Mitte der 1990er-Jahre gebräuchlichen dunkelgrauen Anstrich versah ihren Dienst 1996 bei der 180th Airlift Squadron (139th Airlift Wing) und war in St. Joseph/Missouri stationiert.
Im Rahmen des Avionics Modernization Program (AMP) soll bei etwa 220 C-130H die veraltete Avionik ersetzt und auf einen etwa dem der C-130J entsprechenden Stand gebracht werden. Dafür liefert Boeing entsprechende Umrüstsätze, die ein Glascockpit mit sechs 15×20-cm-Bildschirmen und zwei Head-up-Displays von Rockwell-Collins, ein ACR-210-Funkgerät und ein Satellitenkommunikationssystem SAT-2000, neue Missionsrechner und einige weitere modernisierte Systeme umfassen. Der Erstflug einer entsprechend umgerüsteten Maschine startete am 19. September 2006, wobei der Umbau 20 Monate gedauert hatte. Streitpunkt bei dem Programm sind die Kosten in Höhe von etwa 1,5 Mrd. US-Dollar, so dass sich der Beginn des Modernisierungsprogrammes auf 2012 verzögert.
C-130K
Die Exportversionen der H-Baureihe für die Royal Air Force wurden als C-130K bezeichnet. Die Basisbaureihe war die Hercules C.1, von der aus die britischen Exemplare verschiedentlich umgerüstet wurden. Die Version Hercules W.2 umfasste ein einziges Flugzeug zur Wetterbeobachtung des britischen Wetterdienstes und bei den Hercules C.3 war der Rumpf verlängert worden. Unterbaureihen waren die Tankerversion Hercules C.1K, die Hercules C.1P mit einem Positionierungssystem und die Hercules C.3A für Spezialeinsätze. Darüber hinaus erhielten die meisten Exemplare noch während oder im Anschluss an den Falklandkrieg einen Luftbetankungsstutzen. Die Außerdienststellung des Typs ist für Dezember 2012 geplant.

#### C-130J (Model L-382U/V)

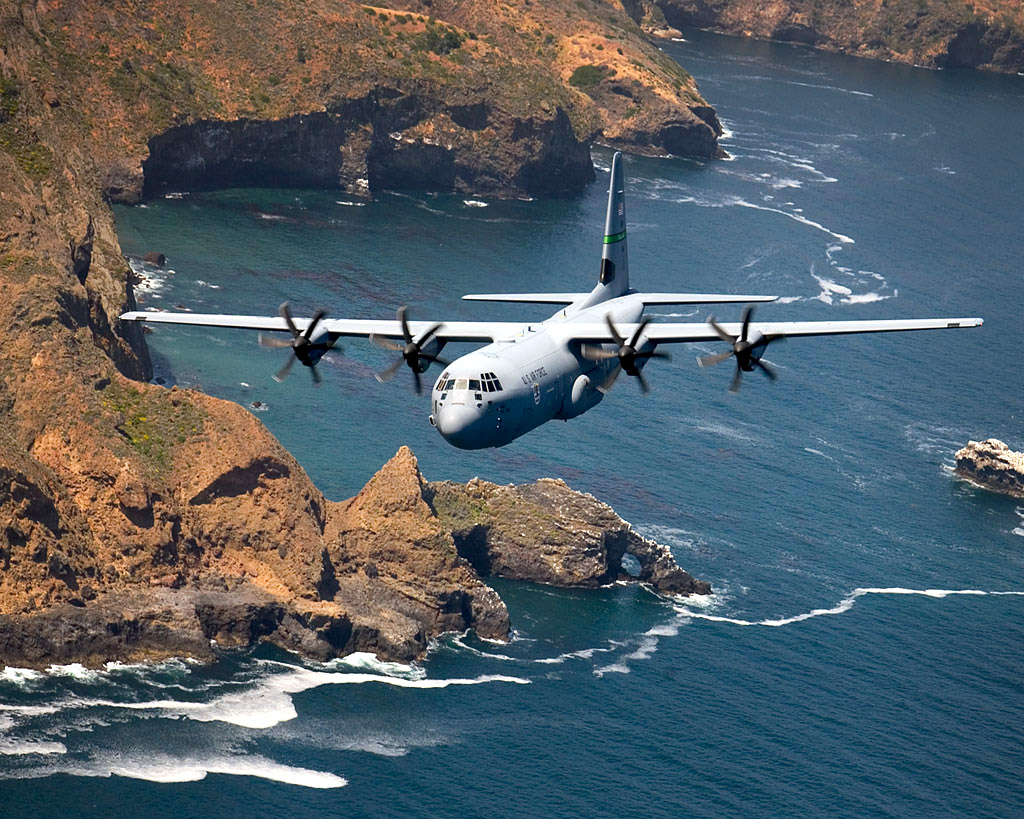
Eine C-130J der Air National Guard über Santa Cruz Island

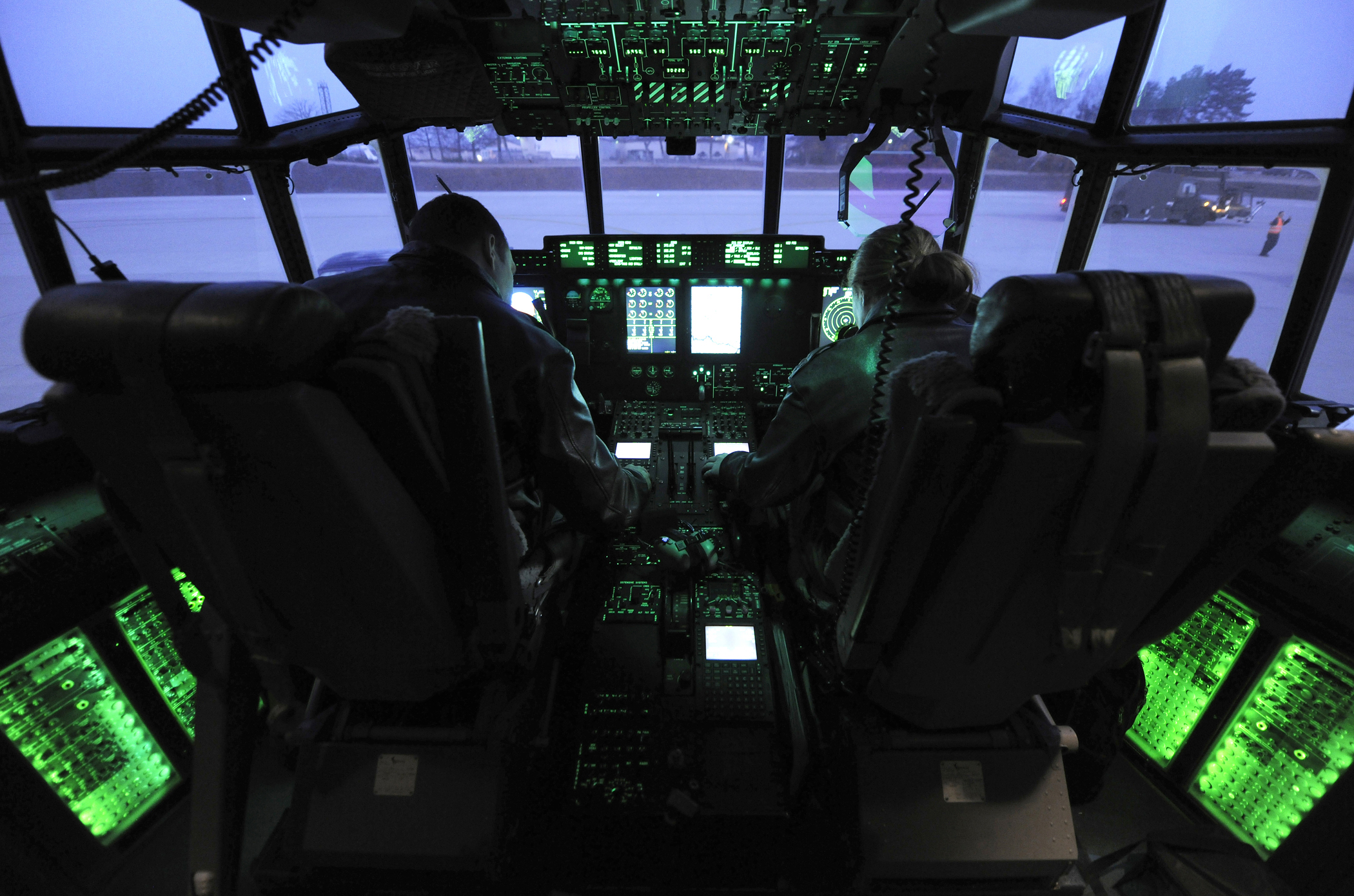
Cockpit einer C-130J Super Hercules der USAF

Die C-130J ist die bisher jüngste Weiterentwicklung der C-130 und die einzige Version, die derzeit gebaut wird. Trotz der geringen äußeren Unterschiede zu den bisherigen Varianten ist sie das Ergebnis einer umfassenden Modernisierung, die vor allem das Cockpit und die Triebwerke umfasste. Die zunächst auf Eigeninitiative von Lockheed Martin modernisierte Variante der C-130 unterscheidet sich durch digitale Avionik mit Glascockpit (vier Bildschirme + Head-Up-Display), FADEC für die Allison-AE2100D3-Triebwerke mit 3425 kW Leistung und sechsblättrige Luftschrauben R391 aus Verbundwerkstoffen vom Ausgangsmuster. Darüber hinaus wurde der Laderaum mit einem enhanced cargo handling system (dt.: verbessertes Beladungssystem) ausgerüstet, das es der Besatzung über Fernbedienung ermöglicht, die Unterflurwinschen zu bedienen und den variablen Ladeboden von Palettenrollen auf Flachboden umzustellen. Die Höchstgeschwindigkeit erhöht sich auf etwa 650 km/h und die Reichweite auf 3300 km (6435 km bei WC-130J). Wesentlich ist auch die Verbesserung der Steigleistung auf 5500 m von 29 Minuten bei der 130H auf 17 Minuten bei der 130J. Infolge dieser Verbesserungen hat sich die Leistungsfähigkeit der C-130J gegenüber ihren Vorgängern bei der Reichweite um 40 %, bei der Höchstgeschwindigkeit um 21 % erhöht.
Der Erstflug fand am 5. April 1996 statt und die Zulassung wurde 1998 erteilt. Daneben existiert mit der C-130J-30 eine um fünf Meter verlängerte Version mit der werksinternen Bezeichnung Model 382V. Sie weist eine Frachtraumlänge von 17 m statt 12,5 m auf. Am 7. April 2009 wurde die erste C-130J in Deutschland auf der Ramstein Air Base stationiert. Die RAF bestellte analog der C-130H bzw. K Exemplare mit verlängertem Rumpf (Hercules C.4, 15 Stück) und solche mit Standardrumpf (Hercules C.5, 10 Stück).
Am 5. Dezember 2013 wurde als 300. Exemplar der J-Version, eine MC-130J „Kommando II“, an die amerikanische Luftwaffe ausgeliefert. Die C-130J wird in Blocks immer wieder mit verbesserten Blöcken produziert. Der III. Mehrjahresvertrag über 50 Exemplare plus sechs Optionen in verschiedenen Spezialversionen wurde Ende 2019 abgeschlossen.

#### L-100 (Model 382B)

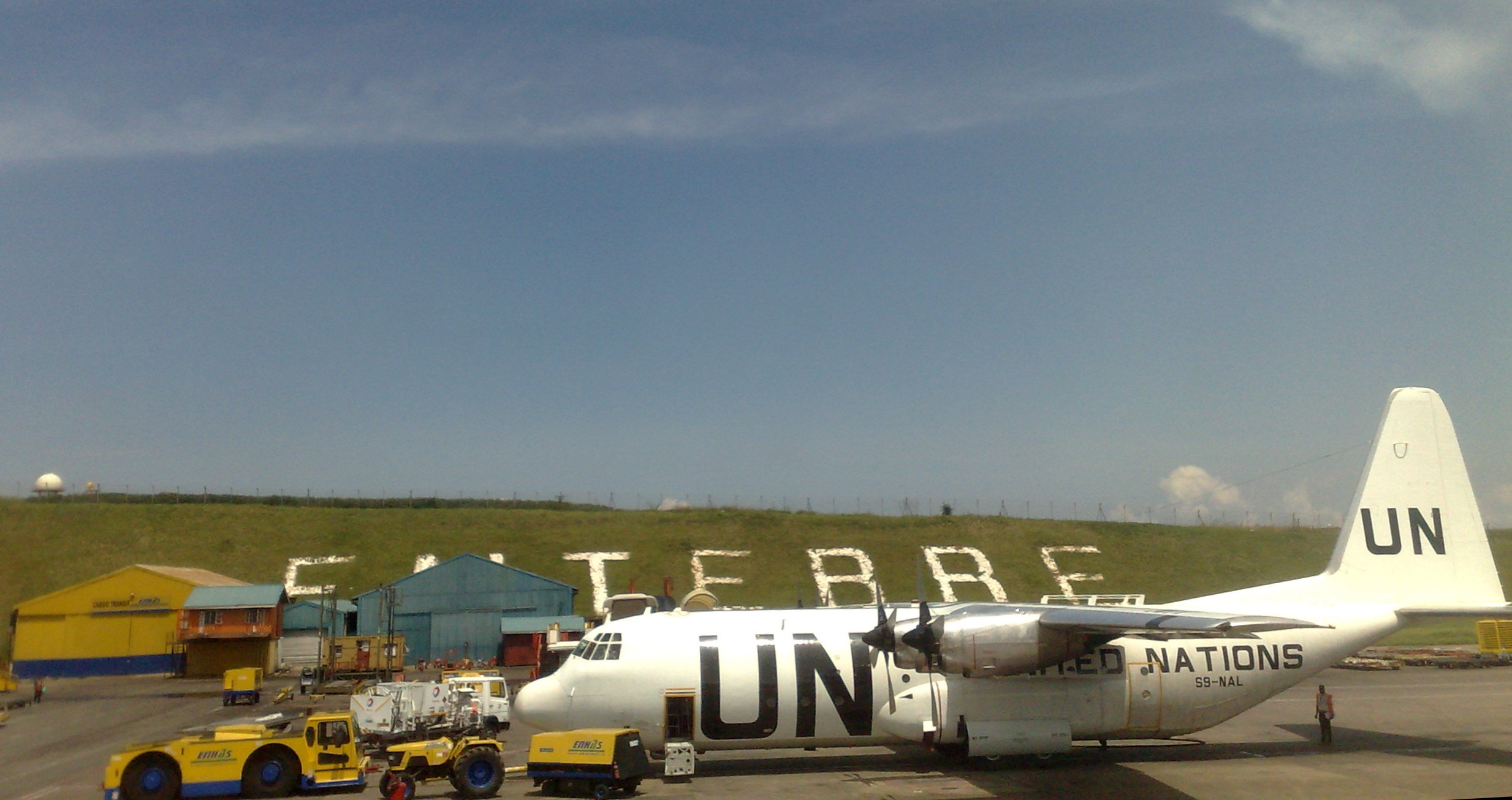
Eine L-100-20 des Humanitären Flugdienstes der Vereinten Nationen in Entebbe

Die Lockheed L-100 Hercules ist die zivile Version des erfolgreichen C-130E-Militärtransportflugzeugs von Lockheed. Sie verzichtet im Vergleich zu den Militärvariante C-130E auf sämtliche militärische Navigations- und Kommunikationsausrüstung. Der Erstflug erfolgte 1964. Von der L-100, die mit verlängertem Rumpf auch in der Versionen L-100-20 (Model 382C) und L-100-30 (Model 382G) gefertigt wurde, wurden bis 1992 insgesamt 115 Maschinen ausgeliefert, einige davon auch an Luftwaffen.
Der Hersteller hat in Eigeninitiative eine zivile Variante, die LM-100J (Model 382J), vorgeschlagen, da bei der Zulassung durch die Air Force bereits zivile Zulassungskriterien einbezogen wurden. Der Rollout der ersten LM-100J erfolgte am 9. Februar 2017, der Erstflug folgte am 27. Mai 2017 von der Dobbins Air Reserve Base in Marietta.

### Spezialvarianten

#### AC-130
AC-130A/H Spectre
Bei der AC-130 handelt es sich um ein sogenanntes „Gunship“ der U.S. Air Force, das im Zuge des Vietnamkrieges entwickelt und eingesetzt wurde. Die ersten Versionen waren umgebaute C-130-Transporter, die mit M134-Miniguns und M61-Gatlinggeschützen ausgestattet wurden.
AC-130U Spooky II
Die in den 1990er-Jahren produzierten AC-130U sind dagegen komplett neugebaut und auch mit schweren 105-mm-M102-Haubitzen ausgestattet (die bei den älteren Maschinen nachträglich eingebaut worden sind). Sie wurden bis 2020 außer Dienst gestellt.
AC-130J Ghostrider
Die neueste Variante AC-130J lief von 2015 bis 2022 zu, sie basiert auf der „Super Hercules“; 37 Stück gebaut

#### EC-130/E-130
EC-130H/J Compass Call
Für die elektronischen Kampfführung wurden Maschinen des Typs EC-130 „Compass Call“ eingesetzt. Die ursprüngliche Variante in der Version EC-130H wurde später durch die EC-130J auf Super-Hercules Basis abgelöst. Neben Aufklärungsvarianten existiert eine Modifikation, die speziell für ECM- oder Stör-Aufgaben ausgestattet ist. Bei dieser Version sind Richtantennen in die Tragflächen integriert, die quer zur Flugrichtung senden und empfangen können. Einsatzszenario war beispielsweise, parallel versetzt hinter der Front fliegend gegnerischen Funkverkehr zu stören.
EC-130Q TACAMO
Die US Navy betrieb eine Flotte EC-130Q „TACAMO“ (Take Charge and Move Out). Die Version diente als Gefechtsleitplattform, speziell zum Übertragen von Statusmeldungen der strategischen und taktischen U-Boote der US-Marine. Sie wurden später durch die Boeing E-6 abgelöst.
E-130J Phoenix II
Die E-6 werden ihrerseits durch „TACAMO“-Flugzeuge auf Basis der Super-Hercules, der E-130J „Phoenix II“ abgelöst. Die Rückbesinnung auf einen Flugzeugtyp mit vermeintlich geringeren Leistungsparametern erfolgt nicht zuletzt durch die Option die Flugzeuge auch von rudimentär ausgerüsteten Flugfeldern zu betreiben.

#### HC-130

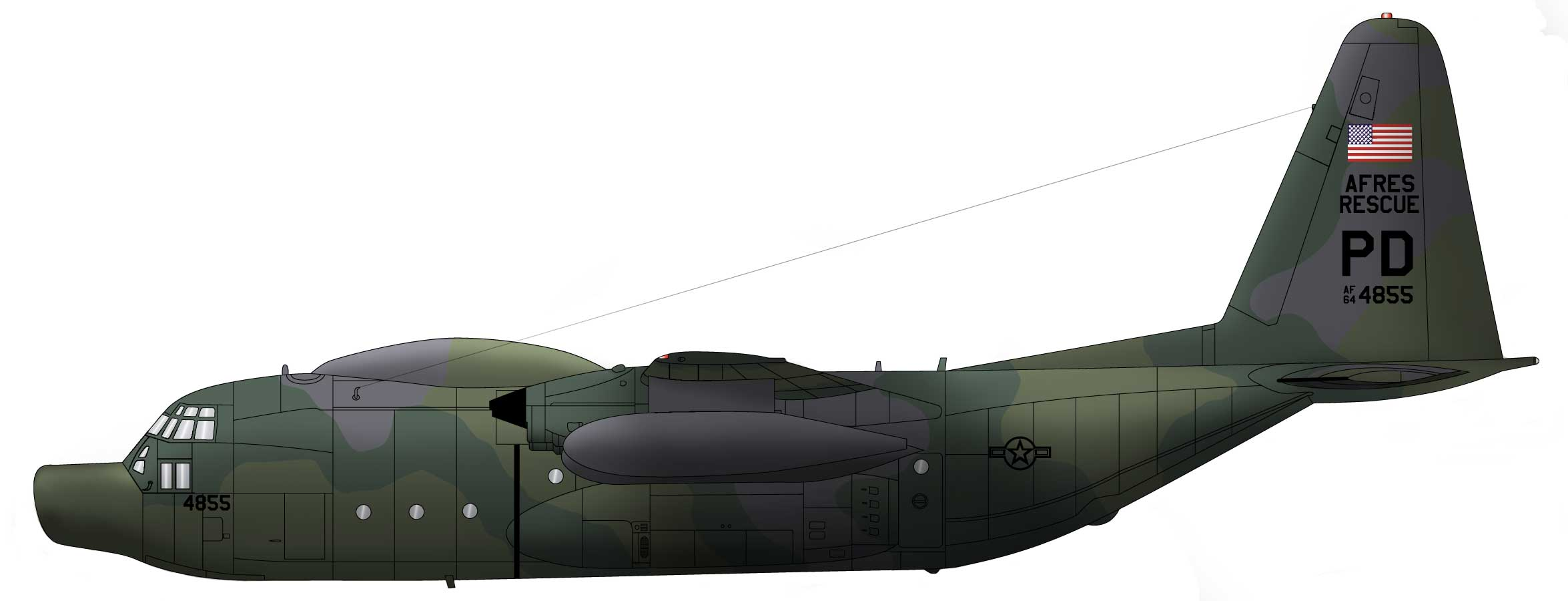
HC-130

HC-130H/N/P Combat King
Die HC-130 wurde speziell für Missionen zur Rettung abgestürzter Piloten entwickelt. Hierfür wurde sie mit einem speziellen Bug- und Rumpfradar sowie vier Unterflügel-Zusatztanks für eine größere Reichweite ausgestattet. Eine Hauptaufgabe beinhaltet zudem die Luftbetankung von mitfliegenden Rettungshubschraubern. Die abgebildete Maschine ist im „European-I“-Sichtschutz bemalt und war bei der 304th Rescue Squadron (939th Rescue Wing) in Portland (Oregon) stationiert.
HC-130J Combat King II
Der Erstflug der HC-130J der USCG fand 2003 statt, jene der USAF fand am 29. Juli 2010 bei Lockheed Martin in Marietta (Georgia) statt. Die HC-130J basiert auf der HC-130H in Kombination mit dem Rumpf der C-130J Super Hercules. Im Bug befindet sich ein EL/M-2022(V)3-Mehrzweckradar und darunter ein kreiselstabilisierter Sensor-Drehturm mit Wärmebild- und Tageslicht-Digitalfilmkamera (FLIR) des Typs Star SAFIRE III. Weiter sind im Bugrumpf zwei aerodynamisch verdeckte Doppel-Täuschkörperwerfer Bar AN/ALE-47 montiert. Die USAF-Variante hat in den rumpfnäheren Unterflügelstationen je einen weiteren Täuschkörperwerfer installiert. An Heck und Rumpf sind Radar- und Raketenanflugswarnsensoren installiert. Zusätzlich zu den beiden Standard-Zusatztanks sind an zwei zusätzlichen Unterflügelstationen Korb-Luftbetankungsbehälter Sargant-Fletcher zur Luftbetankung von Hubschraubern mitführbar. Damit verlängert sich die maximale Flugzeit auf 21 Stunden. Bei solchen Such- und Rettungsflügen können über die Rampe auch mitgeführte Hilfspakete, Rettungsinseln oder Schlauchboote mit Fallschirmen abgeworfen werden. Der USAF wurde die erste Maschine am 24. September 2011 auf der Davis-Monthan AFB der USAF übergeben; Beschaffung von 37 Stück für die USAF geplant, sechs Stück hat die USCG ab 2003 erhalten.

#### KC-130
Bei der KC-130 handelt es sich um die Tankerversion der Hercules. Eingesetzt wird diese Version vor allem vom US Marine Corps (USMC), da sie über einzigartige Fähigkeiten für Betankungen von Hubschraubern verfügen – größere Tankflugzeuge wie die KC-10 Extender können zwar die für Jets benötigten großen Mengen Treibstoff liefern, sind für die Betankung von Hubschraubern aber zu schnell.

#### LC-130/C-130D

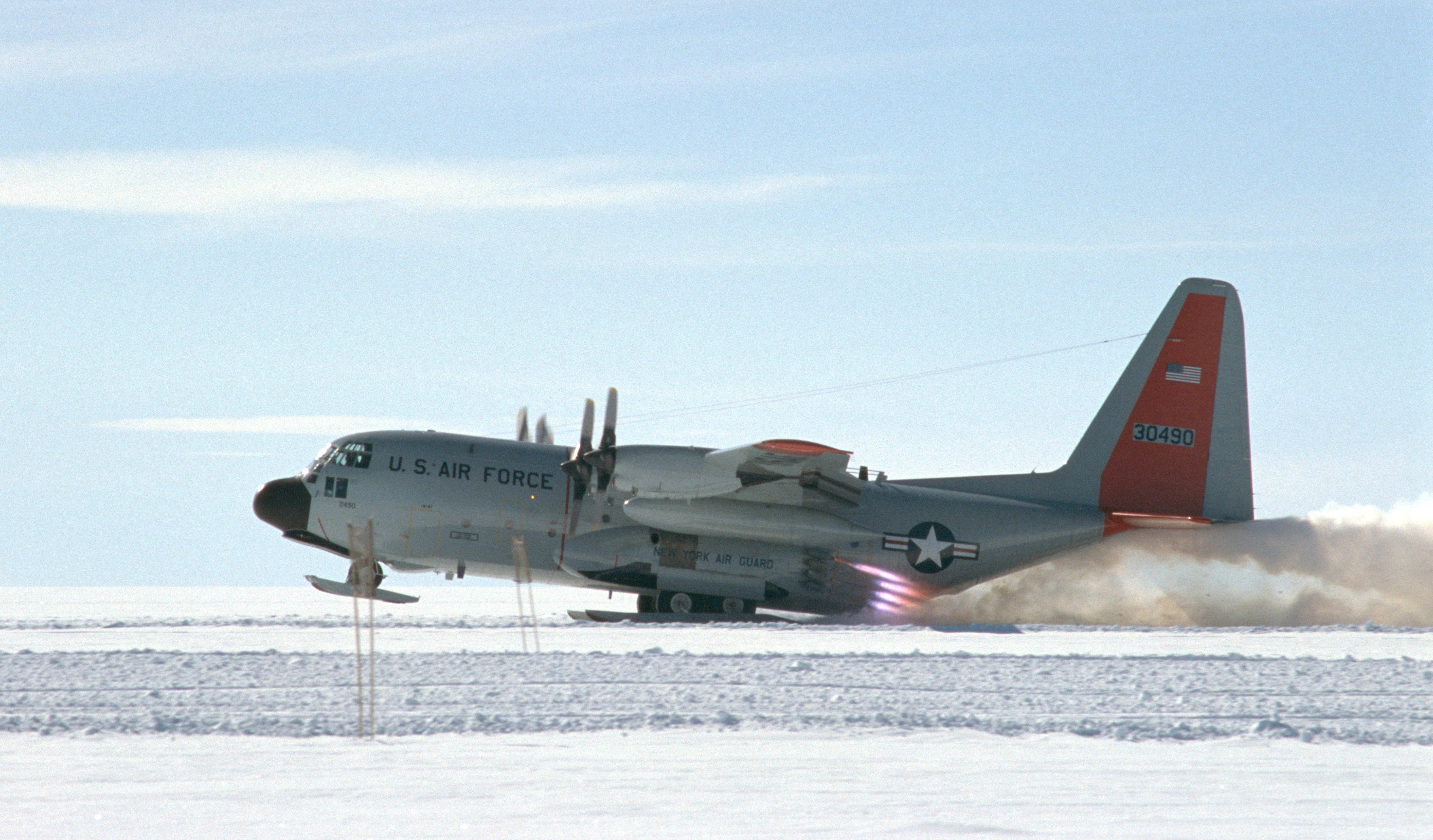
LC-130 beim raketenunterstützten Start auf 3000 m Höhe (Camp Summit, Grönland)

Speziell für Starts und Landungen in arktischen Zonen wurden C-130A der USAF zu C-130D modifiziert. Sie besaß daher unter anderem mit dem Fahrwerk fest verbundene Kufen. Die USN ließ für denselben Zweck KC-130F und KC-130R gleich modifizieren.
Die LC-130R stand 1990 in Diensten der U.S. Navy’s Antarctic Development Squadron Six und war in Point Mugu (Kalifornien) stationiert. Sie versorgte die US-amerikanische Amundsen-Scott-Südpolstation.
Heute bedient sie die amerikanischen Stationen auf dem Grönland-Eisschild. Zur Startunterstützung (JATO) können am Heck acht Feststoffraketen montiert werden.

#### MC-130
MC-130E/H Combat Talon/Combat Talon II
Ursprüngliche Versionen für die luftgestützte Verbringung von Spezialeinsatzkommandos und deren Fortbewegungsmitteln ins Kampfgebiet.
MC-130P Combat Shadow
Modernisierte Ausführung für Spezialeinsätze
MC-130W Combat Shadow/DragonSpear
Bei der MC-130W handelt es sich um seit 2006 als Interimslösung für Spezialeinsätze umgerüstete C-130H. Wie alle C-130 der MC-Serie sind sie bislang nicht bewaffnet, verfügen aber über spezielle Avionik und auch über Fähigkeiten zur Luftbetankung. Zwei MC-130W wurden zur Unterstützung der humanitären Hilfe nach der Erdbebenkatastrophe in Haiti für nicht näher genannte Aufgaben eingesetzt. Das United States Special Operations Command (SOCOM) arbeitet an einem Programm, das zum Ziel hat, die MC-130W Combat Spear mit weitgehend denselben Modifikationen wie im Programm Harvest Hawk (siehe: Lockheed KC-130) vorgesehen auszustatten. Das SOCOM hat sich für die 30-mm-Waffe M44 Bushmaster II entschieden (siehe auch AC-130W).
MC-130J Commando II
Der Erstflug der auf der KC-130J basierenden MC-130J (anfangs als Combat Shadow II bezeichnet) für Spezialeinsätze fand im April 2011 statt. Sie besitzt eine verstärkte Flügelwurzel für strapaziöse Tiefflüge und eine Universal Serial Refueling Receptacle Slipway Installation (UARRSI; eine Bucht oberhalb des Cockpits für die Luftbetankung). Im Bug befindet sich ein Mehrzweckradar und darunter ein kreiselstabilisierter Sensor-Drehturm mit Infrarotbild- (Forward Looking Infrared; FLIR) und Tageslicht-Digitalfilmkamera des Typs Raytheon AN/AAS-52. Für die Kommunikation werden digitalisierte Satellitenfunkgeräte mit zusätzlichen Antennen zur Übertragung von Sprach- und Datennachrichten verwendet. An Heck und Rumpf sind Radar- und Raketenanflugswarnsensoren installiert. Die Heckklappe wurde mit stärkeren Hydrauliksystemen und Windbarrieren versehen, damit die Rampe auch noch bei 463 km/h (250 kt) geöffnet werden kann. Zusätzlich zu den beiden Standard-Zusatztanks sind an zwei zusätzlichen Unterflügelstationen Korb-Luftbetankungsbehälter Sargant-Fletcher zur Luftbetankung von Jets und Hubschraubern mitführbar. Damit verlängert sich die maximale Flugzeit auf 21 Stunden. Bei solchen Such- und Rettungsflügen können über die Rampe auch mitgeführte Geländewagen oder Schlauchboote mit Fallschirmen abgeworfen werden. Zur Selbstverteidigung wurden im Bug pro Seite je ein zusätzlicher Düppelwerfer installiert. Zur Kommunikation mit dem Lademeister ist ein viertes Intercom-Funkgerät installiert. Zur Versorgung von Spezialeinheiten am Boden sind 60-Hz-Steckdosen neben den Täuschkörperwerfern frontal installiert. Zur Minimierung der Sichtbarkeit wurde die Verkabelung eines weniger sichtbaren Formationsflug-Kollisionswarnlichtes (Beacon) im Seitenleitwerk eingerichtet. Im Rumpf ist ein zusätzliches Regal mit lebenserhaltenden Geräten wie AED im Vorderrumpf platziert. Zum Einbau von modernen DIRCM ist alles vorverkabelt beidseits der Rampe und im Heckausleger. Der Lademeister und eine weitere Person können an den Hecktüren auf an den Türen angebauten Sitzen die Umgebung beobachten.
Sie löste die MC-130E und MC-130P ab; 64 Exemplare gebaut.

#### WC-130 Weatherbird
WC-130B, WC-130E, WC-130H, WC-130J
Spezialversion des US-amerikanischen Air Weather Service zur Wetteraufklärung

## Anzahl der produzierten Maschinen
Nicht enthalten sind Versionen, die durch Umrüstung bereits gelieferter Flugzeuge entstanden (gesamt: 2468 Maschinen).
YC-130: 2; C-130A: 204; RC-130A: 15; C-130B: 156; HC-130B: 12; WC-130: 5; C-130D: 12; C-130E: 486; EC-130E: 1; C-130F: 7; KC-130F: 46; LC-130F: 4; C-130G: 4; C-130H: 690; C-130H-30: 56; HC-130H: 87; HC-130H-7: 11; HC-130H(N): 6; C-130HMP: 4; KC-130H: 22; LC-130H: 7; MC-130E: 18; MC-130H: 24; MC-130P: 28; MC-130W: 12; C-130J: ca. 120; C-130K: 66; HC-130N: 15; KC-130R: 14; LC-130R: 6; EC-130Q: 18; C-130T: 20; KC-130T: 26; KC-130T-30: 2; AC-130U: 13; L-100: 118.
Davon sind 1442 noch im aktiven Dienst, der Rest ist eingelagert, verschrottet oder dient Ausbildungszwecken (Stand 2015).

## Nutzer

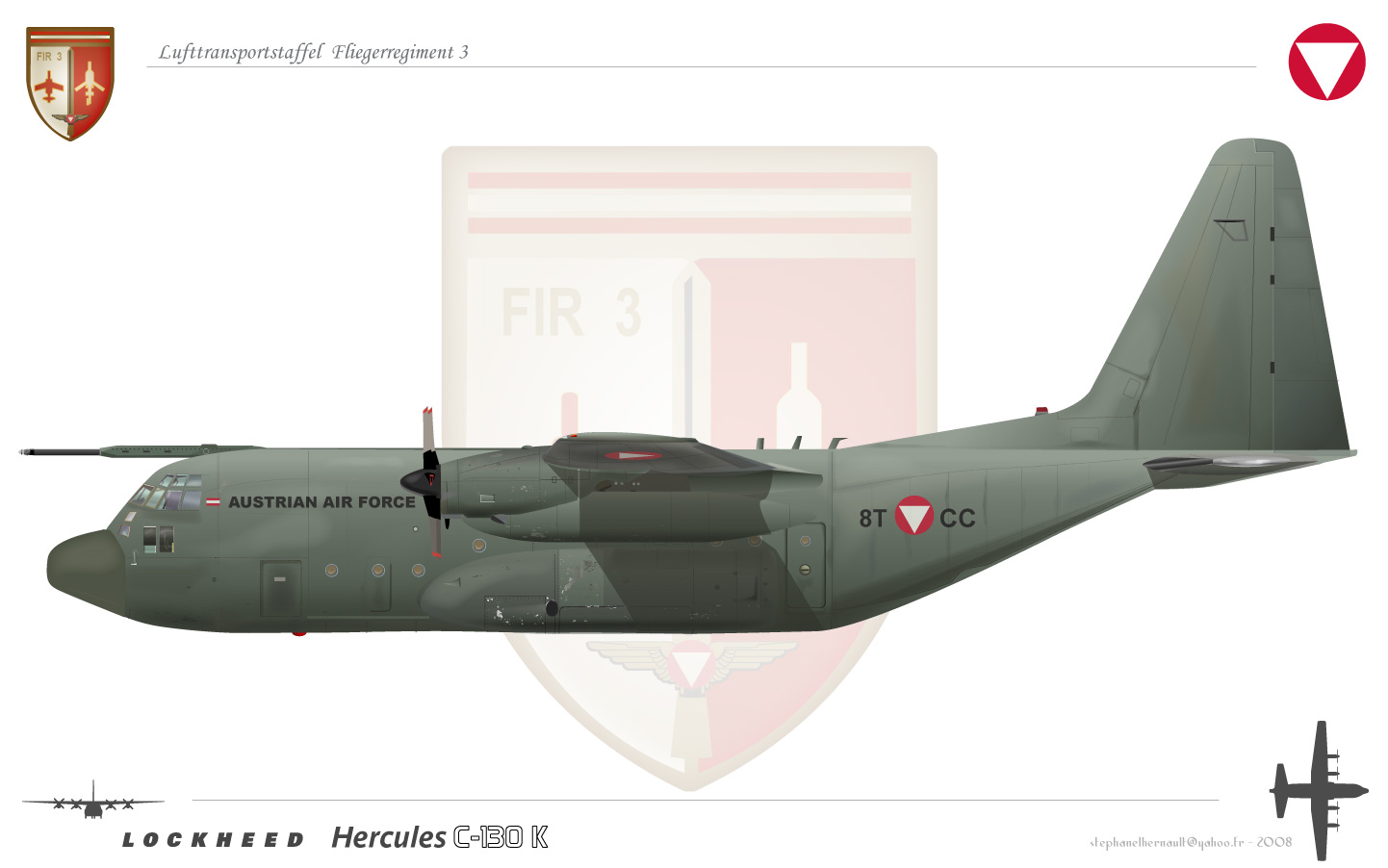
C-130K, Österreichische Luftstreitkräfte, Linz

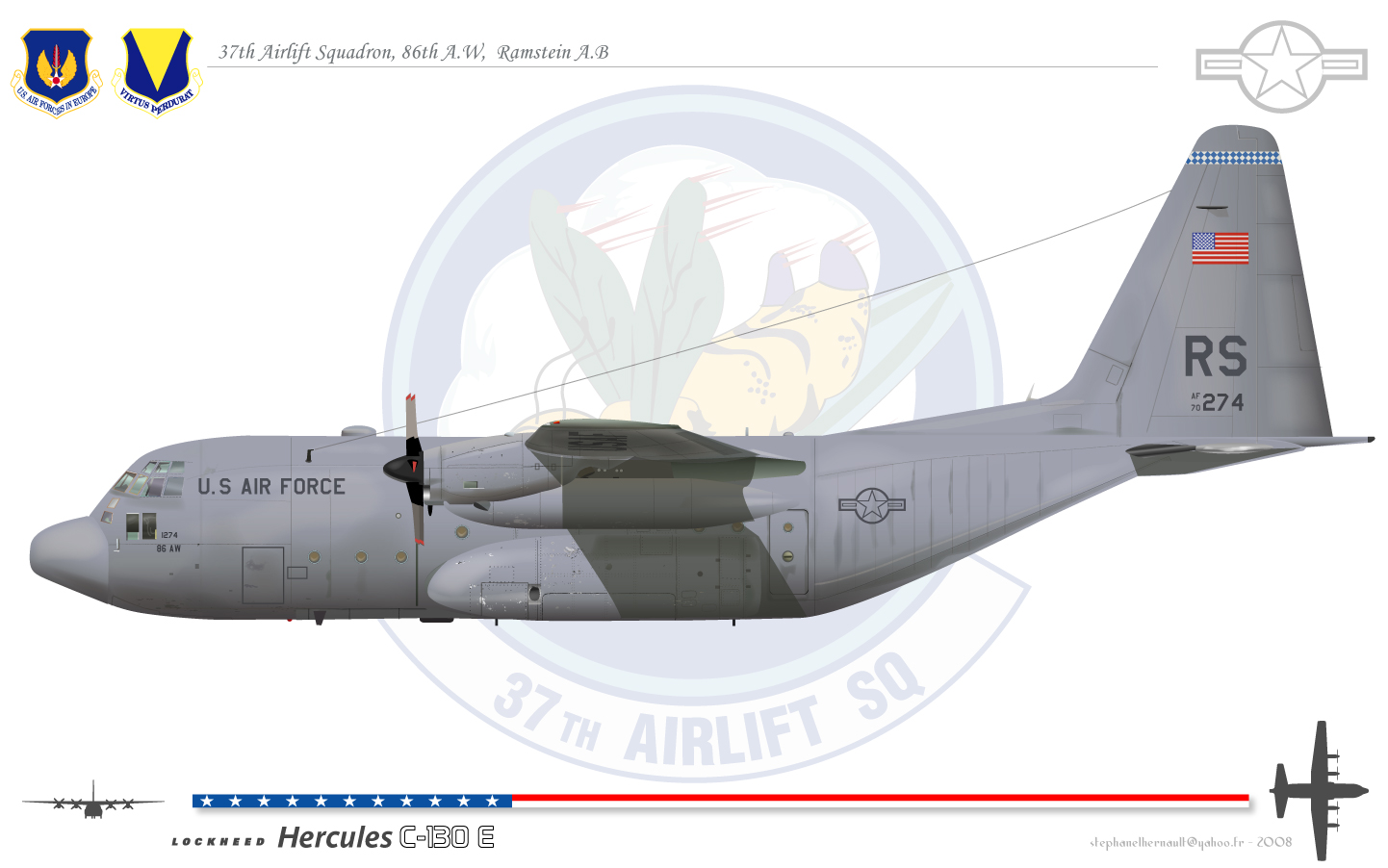
C-130E, US Air Force, Ramstein

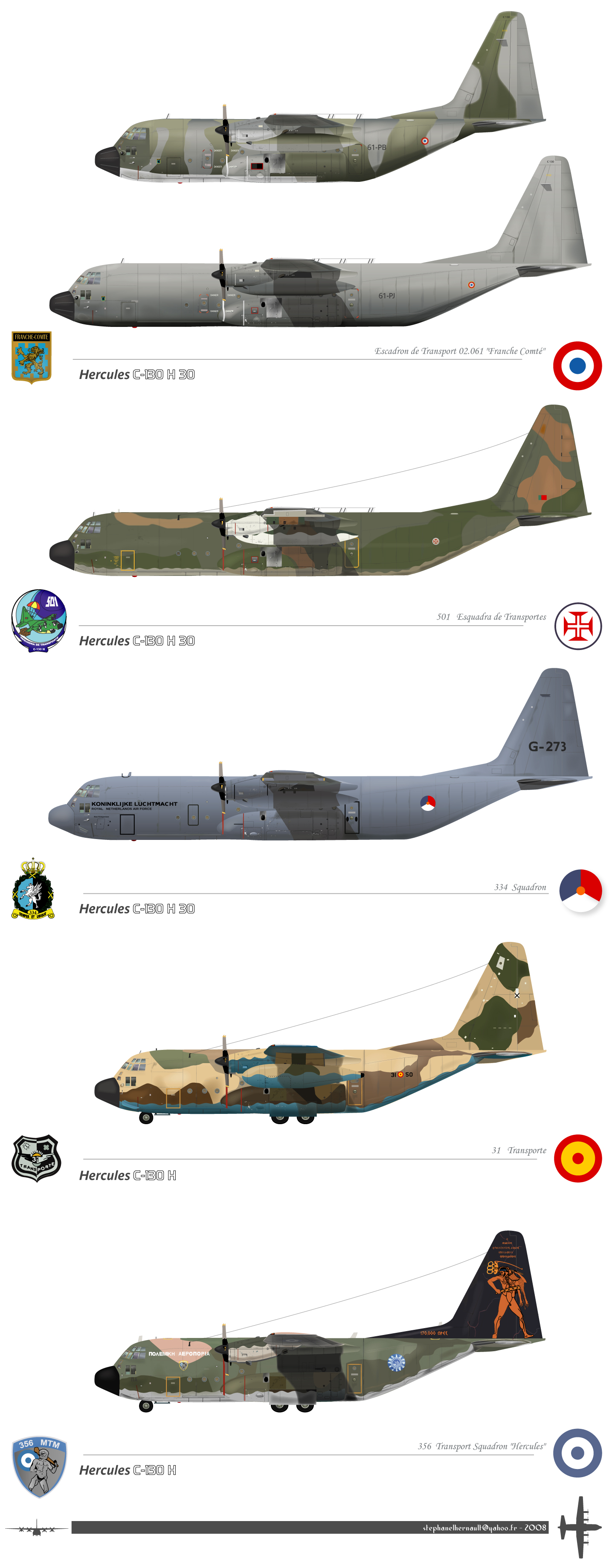
Weitere europäische C-130

Außer bei den US-Streitkräften war oder ist die C-130 Hercules in über 80 Staaten im Einsatz. Hier wurden auch zivile Betreiber der L-100 und Käufer von gebrauchten Maschinen berücksichtigt:
| - Abu Dhabi - Algerien - Angola - Argentinien - Ägypten - Äthiopien - Australien - Bahrain - Bangladesch - Belgien - Bolivien - Botswana - Brasilien - Brunei - Chile - Demokratische Republik Kongo - Deutschland (Wirtschaftsflug, 1981–1982) - Deutschland - Dänemark (Dänische Luftstreitkräfte) - Dubai - Ecuador - Eritrea - Äthiopien - Frankreich - Gabun - Griechenland - Honduras - Indien - Indonesien - Iran | - Irak - Irland (zivil) - Israel - Italien - Japan - Jemen - Jordanien - Kamerun (L' Armée de l’Air du Cameroun) - Kanada (Royal Canadian Air Force) - Katar (Qatar Emiri Air Force) - Kolumbien - Kuwait (Luftwaffe) - Liberia - Libyen - Malaysia - Marokko - Mexiko - Neuseeland (Royal New Zealand Air Force) - Niederlande - Niger - Nigeria - Norwegen - Oman - Österreich (Luftstreitkräfte, 4 ex UK) - Pakistan (Luftwaffe) - Peru - Philippinen | - Polen - Portugal - Rumänien - Sambia - São Tomé und Príncipe (zivil) - Saudi-Arabien - Schweden - Schweiz (Balair, außer Dienst) - Singapur (RSAF) - Spanien - Sri Lanka - Südafrika - Südkorea - Südvietnam - Sudan - Taiwan - Thailand - Tschad - Tunesien - Türkei (Luftwaffe) - Uganda - Uruguay - Vereinigte Arabische Emirate - Vereinigte Staaten - Vereinigtes Königreich - Uruguay (Fuerza Aérea Uruguaya) - Venezuela - Vietnam (von Südvietnam erbeutet) |

### Stationierungsorte in Europa
Im deutschen Sprachraum gab/gibt es insgesamt drei Flugplätze, die C-130-Staffeln beherberg(t)en:
 Österreich, Luftstreitkräfte
Fliegerhorst Vogler (Hörsching), seit März 2003, C-130K (Lufttransportstaffel)
 Vereinigte Staaten, United States Air Forces in Europe
Rhein-Main Air Base, Juni 1958 bis Juni 1973, C-130A/B-II, Wechsel zur B-Baureihe 1971/1972 (7406th Operations Squadron), Oktober 1977 bis September 1994, C-130E (37th Airlift Squadron)
Ramstein Air Base, seit Oktober 1994, C130E/J, Wechsel zur J-Baureihe 2009/2010 (37th Airlift Squadron)
Zwar kein Stationierungsort, aber fast täglich von der britischen Royal Air Force angeflogen, war in den Jahrzehnten vor ihrer Schließung die frühere RAF Station Gütersloh.
Deutschland und Frankreich betreiben insgesamt fünf C-130J-30 und fünf KC-130J in der deutsch-französischen Lufttransportstaffel Rhein / Rhin in Évreux, wobei Deutschland jeweils drei Maschinen stellt. Die vier französischen Flugzeuge wurden 2018 bis 2020 ausgeliefert, die deutschen 2022 bis 2024.
Neben diesen Basen waren oder sind C-130 in Europa unter anderem auf folgenden Stützpunkten stationiert: Melsbroek (Belgien), Aalborg und Værløse (Dänemark, geschlossen seit dem 1. April 2004), in Frankreich Orléans-Bricy (Armée de l’air), Elefsína (Griechenland), Pisa (Italien), Eindhoven (Niederlande), Gardermoen (Norwegen), Powidz (Polen), Montijo (Portugal), Otopeni (Rumänien), Såtenäs (Schweden), in Spanien Morón (USMC) und Saragossa (Ejército del Aire) sowie im Vereinigten Königreich Brize Norton, Fairford, Lyneham und Thorney Island (alle RAF) sowie Mildenhall (USAF).

## Zwischenfälle
In der jahrzehntelangen Einsatzgeschichte der Hercules kam es zu hunderten von Totalverlusten verschiedener Art. Es gab, inklusive der zivilen Varianten, mindestens 375 Flugzeugverluste mit über 3700 Toten.

## Technische Daten
| Kenngröße             | C-130A                                            | C-130H | C-130J-30 | L-100-20                               |
| --------------------- | ------------------------------------------------- | --- | --- | -------------------------------------- |
| Besatzung             | 4                                                 | 5 | 3 |                                        |
| Länge                 | 29,79 m                                           | 29,79 m | 34,36 m | 32,33 m                                |
| Spannweite            | 40,41 m                                           | 40,41 m | 40,41 m | 40,41 m                                |
| Höhe                  | 11,66 m                                           | 11,68 m | 11,84 m | 11,66 m                                |
| Frachtraumabmessung   |                                                   | - Länge: 12,31 m - Breite: 3,12 m - Höhe: 2,74 m - Fläche: 38,4 m²                                            | - Länge: 16,90 m - Breite: 3,12 m - Höhe: 2,74 m - Fläche: 52,7 m²                                                |                                        |
| Flügelfläche          | 162,12 m²                                         | 162,12 m² | 162,12 m² | 162,12 m²                              |
| Flügelstreckung       | 10,07                                             | 10,07 | 10,07 | 10,07                                  |
| Tragflächenbelastung  |                                                   | - minimal (Leermasse): 211 kg/m² - nominal (normale Startmasse): k. A. - maximal (max. Startmasse): 434 kg/m² | - minimal (Leermasse): 222 kg/m² - nominal (normale Startmasse): 434 kg/m² - maximal (max. Startmasse): 490 kg/m² |                                        |
| Leermasse             | 28.575 kg                                         | 34.274 kg | 35.965 kg | 34.300 kg                              |
| normale Startmasse    |                                                   | k. A. | 70.305 kg |                                        |
| max. Startmasse       | 56.335 kg                                         | 70.308 kg | 79.378 kg | 70.308 kg (L-100-30)                   |
| max. Zuladung         | 16.600 kg                                         | 20.412 kg | 21.625 kg | 20.940 kg                              |
| Antrieb               | 4 × Allison-T56-A-1A-Propellerturbinen            | 4 × Allison-T56-A-15-Propellerturbinen                                                                        | 4 × Rolls-Royce-Allison-AE-2100-D3-Propellerturbinen, FADEC                                                       | 4 × Allison-T56-A-15-Propellerturbinen |
| Leistung              | 4 × 2793 kW                                       | 4 × 3160 kW / 4240 WPS                                                                                        | 4 × 3458 kW / 4640 WPS                                                                                            | 4 × 3160 kW                            |
| Propeller             | anfänglich: Curtiss-Wright Turboelectric, 3-Blatt | Aeroproducts, 4-Blatt                                                                                         | Dowty Aerospace R391, 6-Blatt, Durchmesser 4,11 m                                                                 |                                        |
| Höchstgeschwindigkeit |                                                   | 592 km/h | 671 km/h |                                        |
| Marschgeschwindigkeit | 573 km/h                                          | 540 km/h | 643 km/h | 571 km/h                               |
| Dienstgipfelhöhe      | 10.365 m                                          | 8.077 m | 9.315 m |                                        |
| max. Steigrate        | 8,6 m/s                                           | 9,3 m/s | 10,7 m/s | 9,3 m/s                                |
| Reichweite            | - 2945 km (bei max. Zuladung)                     | - 3943 km (bei max. Zuladung) - 7675 km (Überführungsreichweite)                                              | - ca. 2600 km (bei max. Zuladung) - 5240 km (bei 18.144 kg Zuladung)                                              | - ca. 3570 km (bei max. Zuladung)      |
| Startrollstrecke      |                                                   | 1093 m (bei max. Startmasse)                                                                                  | 953 m (bei normaler Startmasse)                                                                                   |                                        |
| Bordbewaffnung        | –                                                 | – | – |                                        |

## Außenlasten
Die C-130 ist als taktischer Transporter für die Beförderung von rund 20 Tonnen im Frachtraum ausgelegt. Je nach Mission kann sie jedoch auch an Außenlaststationen verschiedene Behälter und Zusatztanks mitführen.
Einsatzmittel bis zu 12.000 kg an zwei bis vier Außenlaststationen unter den beiden Tragflächen
Drohnen
- 4 × Zieldarstellungsdrohnen BQM-34S „Firebee“

Zusatzbehälter
- 2 × Unterflügel-Zusatztank für je 5150 Liter Kerosin
- 2 × Unterflügel-Korb-Luftbetankungsbehälter Cobham/Sargant-Fletcher 48-000-4862

## Selbstschutzsysteme
Das Selbstverteidigungssystem Therma ALQ-213 steuert folgende Sensoren und Effektoren:
Aktiv
- 6 × Täuschkörperwerfer BAe AN/ALE-47 (Electro Chaff-Flare Dispenser System) mit je 30 Täuschkörpern (36 mm oder 147 mm Breite, beispielsweise RR-129-Düppel-Patronen oder MJU-8/B-Hitzefackeln). Im Bug hinter dem Bugfahrwerk sind beidseitig je zwei und im Heck unter dem Heckleitwerk zwei Täuschkörperwerfer installiert.
- 2 × Elektronik-Störsender Northrop-Grumman AN/ALQ-162
- 1 × Infrarottäusch-Behälter AN/ALQ-157

Passiv
- 4 × Flugkörperwarnsensor BAe AN/AAR-47A(V)2 (Missile Approach Warning System mit IR-, Laser- und UV-Sensor)
- 4 × Radarwarnsensoren BAE Systems AN/ALR-56M
- 2 × Racal MIR-2 Mk.2 „Orange Blossom“, Behälter zur elektronischen Überwachung per Radarwarnsystem

## Galerie

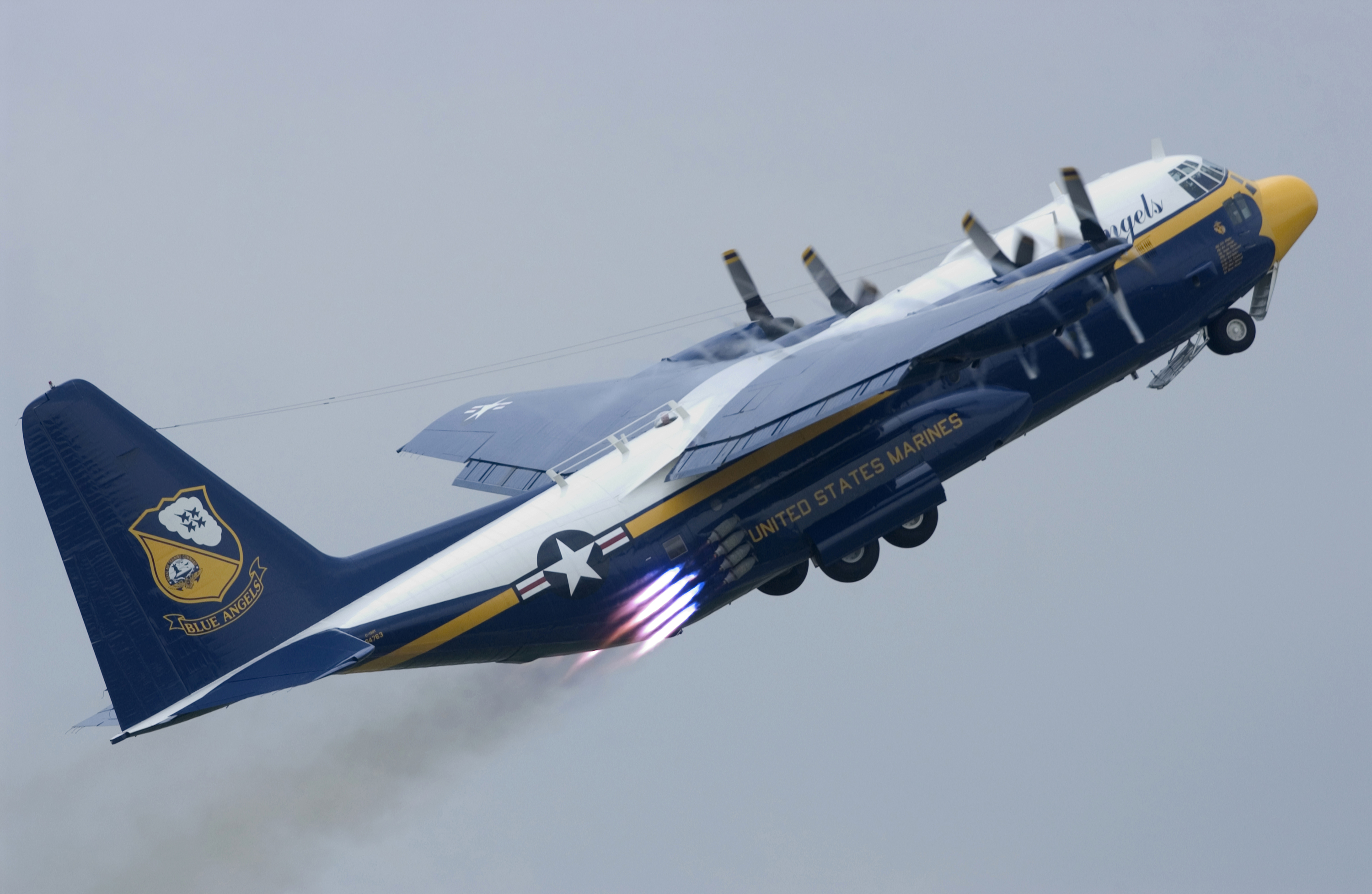
C-130T Hercules des U.S. Marine Corps (Begleitflugzeug der „Blue Angels“) beim JATO-Start
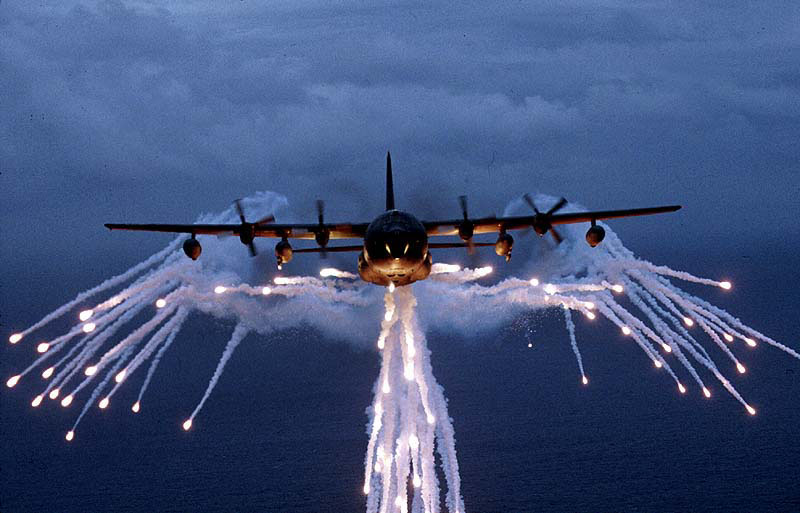
MC-130 der U.S. Air Force stößt Flares aus
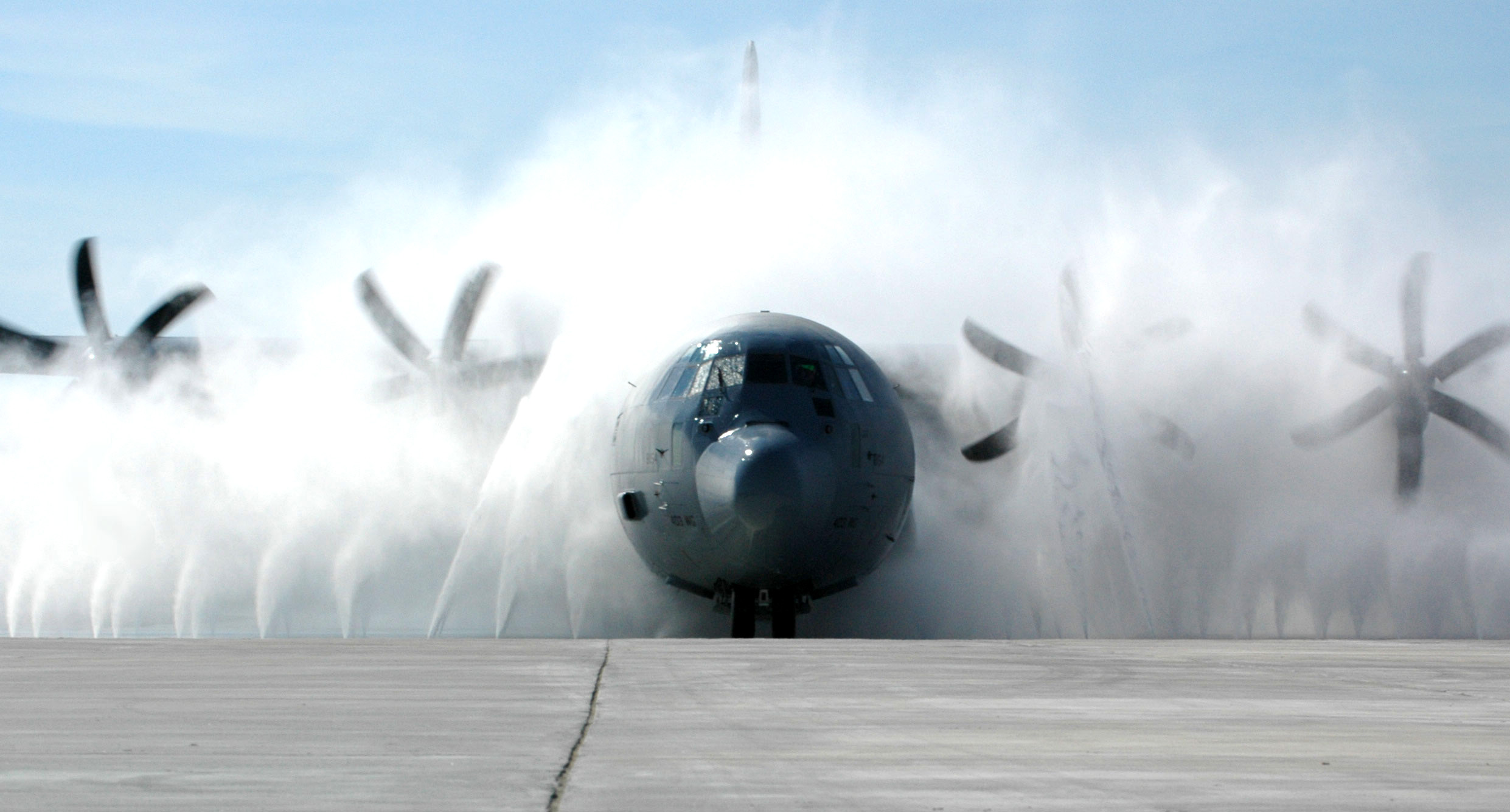
C-130J Super Hercules in der Waschanlage
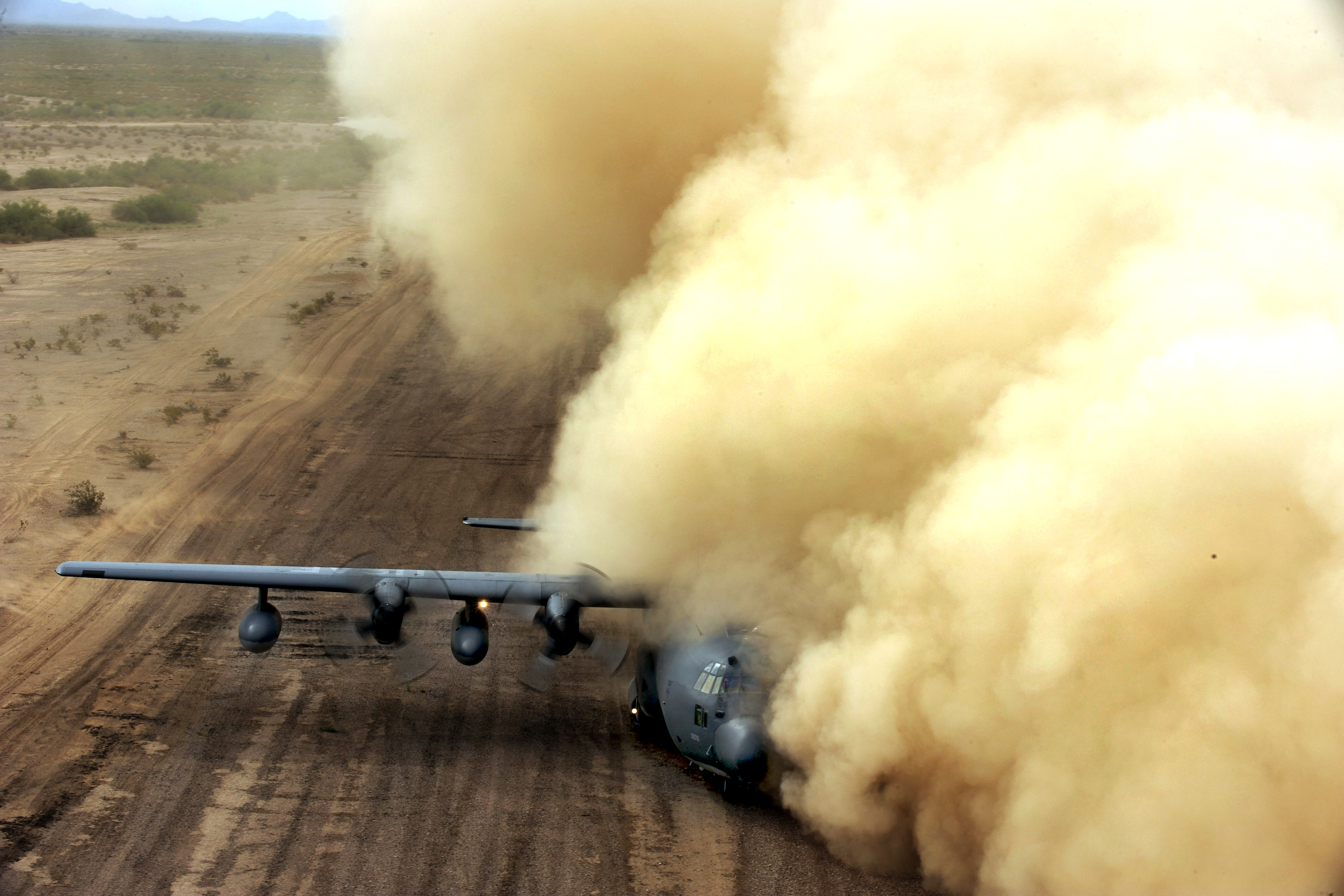
Brownout einer HC-130 auf unbefestigter Piste
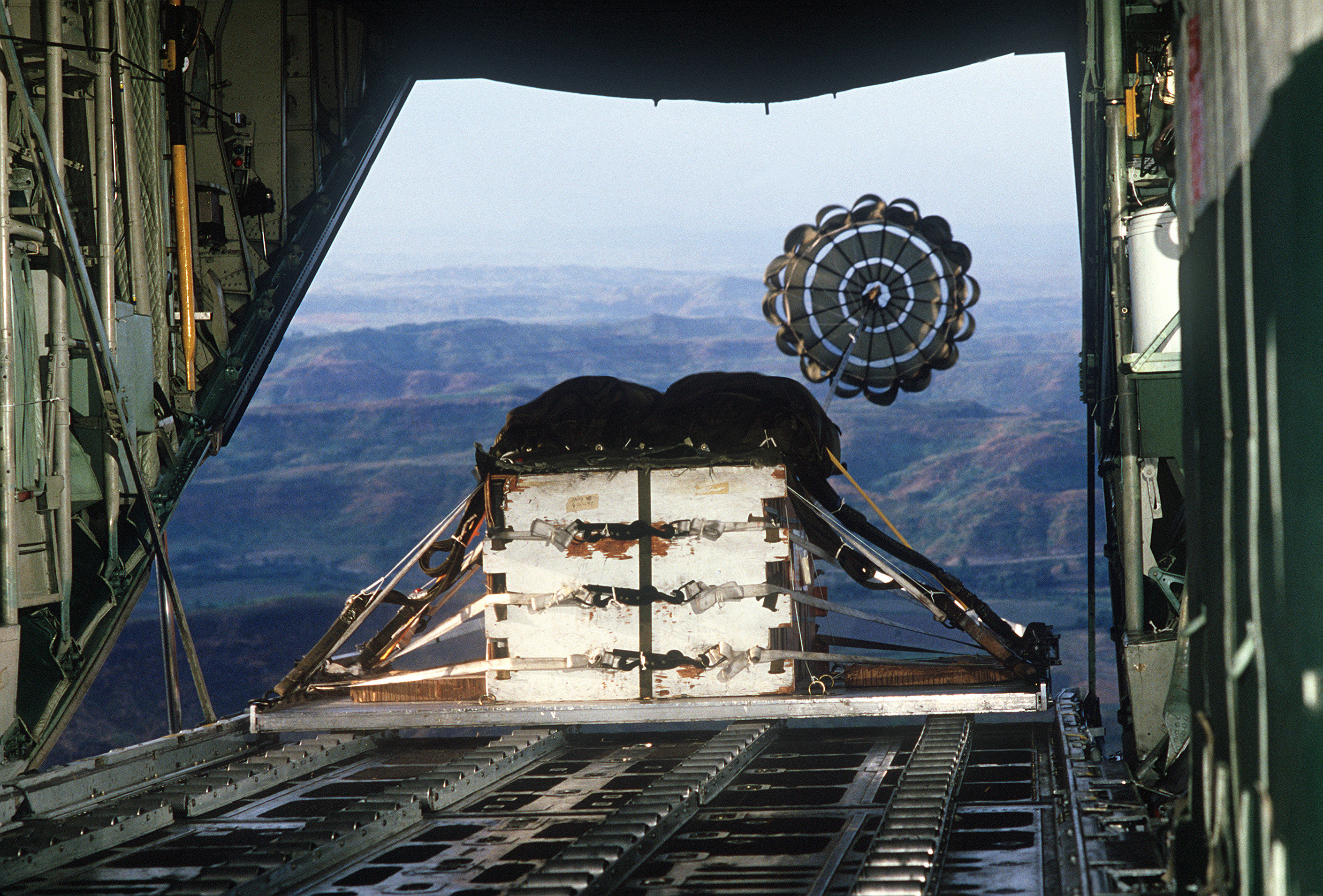
Eine Palette beim Abwurf aus einer Lockheed Hercules C-130